# Liste des circonscriptions parlementaires de Grande-Bretagne et du Parlement britannique en Écosse à partir de 1707
L'Écosse est devenue une partie du Royaume de Grande-Bretagne en vertu des Actes d'Union de 1707 à compter du 1er mai 1707. Elle est devenue une partie du Royaume-Uni à partir du 1er janvier 1801.
Aux termes de l'Acte d'Union de 1707, l'Écosse avait droit à 45 membres à la Chambre des communes du Parlement de Westminster.
Une loi écossaise adoptée avant l'Union définissait les circonscriptions pour le Parlement de Grande-Bretagne. Elle prévoyait une disposition spéciale pour la sélection des membres du Parlement du Premier Parlement de Grande-Bretagne.
En 1707, des membres de l'ancien Parlement d'Écosse furent cooptés pour siéger au 1er Parlement de Grande-Bretagne. Voir Représentants écossais au 1er Parlement de Grande-Bretagne pour plus de détails.

## Résumé des circonscriptions et des Membres du Parlement
Clé des catégories : BC - Circonscriptions de Burgh, CC - Circonscriptions de comté, UC - Circonscriptions universitaires, Total C - Total des circonscriptions, BMP - Burgh Members of Parliament, CMP - County Members of Parliament, UMP - University Members of Parliament.
| Période          | BC | CC | UC | Total C | BMP | CMP | UMP | Total MPs |
| ---------------- | -- | -- | -- | ------- | --- | --- | --- | --------- |
| 1707–1708        | 0  | 0  | 0  | 1       | 0   | 0   | 0   | 45        |
| 1708–1832        | 15 | 30 | 0  | 45      | 15  | 30  | 0   | 45        |
| 1832–1868        | 21 | 30 | 0  | 51      | 23  | 30  | 0   | 53        |
| 1868–1885        | 22 | 32 | 2  | 56      | 26  | 32  | 2   | 60        |
| 1885–1918        | 30 | 39 | 2  | 71      | 31  | 39  | 2   | 72        |
| 1918–1950        | 32 | 38 | 1  | 71      | 33  | 38  | 3   | 74        |
| 1950–1974        | 32 | 39 | 0  | 71      | 32  | 39  | 0   | 71        |
| 1974–1983        | 29 | 42 | 0  | 71      | 29  | 42  | 0   | 71        |
| 1983–1997        | 29 | 43 | 0  | 72      | 29  | 43  | 0   | 72        |
| 1997–2005        | 28 | 44 | 0  | 72      | 28  | 44  | 0   | 72        |
| 2005-aujourd'hui | 19 | 40 | 0  | 59      | 19  | 40  | 0   | 59        |

## Circonscriptions en Écosse à partir de 1707
Notes:
1. Le point cardinal et les noms similaires des divisions de comtés précèdent souvent officiellement le nom du comté (Central Aberdeenshire). Cette liste utilise la forme équivalente de Burgh (Aberdeenshire Central), pour la première area incluse dans le nom de la circonscription. Cela ne s'applique pas aux areas où le nom du comté est par exemple East Lothian, ou le nom de la ville est par exemple East Kilbride.
2. La colonne Comté etc. inclut le comté historique/administratif ou la région de gouvernement local dans laquelle une circonscription était incluse lors de sa création. Les limites du gouvernement local utilisées pour une redistribution étaient parfois obsolètes au moment où les nouvelles circonscriptions étaient utilisées pour la première fois. Les noms officiels des comtés ont parfois changé (par exemple, Edinburghshire et Midlothian). Les circonscriptions créées en 2005 n'ont aucune area locale mentionnée. Une circonscription couvrant plusieurs area de ce type a l'area prédominante (ou pour les districts Burghs, le comté du premier Burgh nommé) enregistrée.

| Circonscription                             | Comté etc.         | Créé | Aboli   | Notes                                   |
| ------------------------------------------- | ------------------ | ---- | ------- | --------------------------------------- |
| Aberdeen BC                                 | Aberdeenshire      | 1832 | 1885    |                                         |
| Aberdeen Burghs BC                          | Aberdeenshire      | 1708 | 1832    | District                                |
| Aberdeen Central BC                         | Grampian           | 1997 | 2005    |                                         |
| Aberdeen North BC                           | Aberdeenshire      | 1885 | Actuel  |                                         |
| Aberdeen South BC                           | Aberdeenshire      | 1885 | Actuel  |                                         |
| Aberdeenshire CC                            | Aberdeenshire      | 1708 | 1868    |                                         |
| Aberdeenshire Central CC                    | Aberdeenshire      | 1918 | 1950    |                                         |
| Aberdeenshire East CC                       | Aberdeenshire      | 1950 | 1983    |                                         |
| Aberdeenshire Eastern CC                    | Aberdeenshire      | 1868 | 1950    |                                         |
| Aberdeenshire West CC                       | Aberdeenshire      | 1950 | 1983    |                                         |
| Aberdeenshire West & Kincardine CC          | Grampian           | 1997 | Actuel  |                                         |
| Aberdeenshire Western CC                    | Aberdeenshire      | 1868 | 1918    |                                         |
| Airdrie & Shotts BC                         | Central S.         | 1997 | Actuel  |                                         |
| Angus CC                                    | North East S.      | 1997 | Actuel  |                                         |
| Angus East CC                               | Tayside            | 1983 | 1997    |                                         |
| Angus North & Mearns CC                     | Angus              | 1950 | 1983    |                                         |
| Angus South CC                              | Angus              | 1950 | 1983    |                                         |
| Anstruther Easter Burghs BC                 | Fife               | 1708 | 1832    | District                                |
| Argyll CC                                   | Argyllshire        | 1950 | 1983    |                                         |
| Argyll & Bute CC                            | Strathclyde        | 1983 | Actuel  |                                         |
| Argyllshire CC                              | Argyllshire        | 1708 | 1950    |                                         |
| Ayr CC                                      | Ayrshire           | 1950 | 2005    |                                         |
| Ayr Burghs BC                               | Ayrshire           | 1708 | 1950    | District                                |
| Ayr Carrick & Cumnock CC                    | Écosse             | 2005 | Actuel  |                                         |
| Ayrshire CC                                 | Ayrshire           | 1708 | 1868    |                                         |
| Ayrshire Ayr CC                             | Ayrshire           | 1950 | 1974    |                                         |
| Ayrshire Central (1) CC                     | Ayrshire           | 1950 | 1983    |                                         |
| Ayrshire Central (2) CC                     | Écosse             | 2005 | Actuel  |                                         |
| Ayrshire Kilmarnock CC                      | Ayrshire           | 1918 | 1974    |                                         |
| Ayrshire North & Arran (2) CC               | Écosse             | 2005 | Actuel  |                                         |
| Ayrshire Northern CC                        | Ayrshire           | 1868 | 1918    |                                         |
| Ayrshire Southern CC                        | Ayrshire           | 1868 | 1918    |                                         |
| Ayrshire South CC                           | Ayrshire           | 1918 | 1983    |                                         |
| Banff CC                                    | Banffshire         | 1885 | 1983    |                                         |
| Banff & Buchan CC                           | Grampian           | 1983 | 2024    |                                         |
| Banffshire CC                               | Banffshire         | 1708 | 1885    |                                         |
| Berwick CC                                  | Berwickshire       | 1885 | 1918    |                                         |
| Berwick & East Lothian CC                   | Berwickshire       | 1950 | 1983    |                                         |
| Berwick & Haddington CC                     | Berwickshire       | 1918 | 1950    |                                         |
| Berwickshire CC                             | Berwickshire       | 1708 | 1885    |                                         |
| Berwickshire Roxburgh & Selkirk CC          | Écosse             | 2005 | Actuel  |                                         |
| Bothwell CC                                 | Lanarkshire        | 1918 | 1983    |                                         |
| Bute CC                                     | Buteshire          | 1708 | 1918    | Alternance avec Caithness jusqu'en 1832 |
| Bute & North Ayrshire CC                    | Buteshire          | 1950 | 1983    |                                         |
| Bute & Northern Ayrshire CC                 | Buteshire          | 1918 | 1950    |                                         |
| Caithness CC                                | Caithness          | 1708 | 1918    | Alternance avec Buteshire jusqu'en 1832 |
| Caithness and Sutherland CC                 | Caithness          | 1918 | 1997    |                                         |
| Caithness Sutherland & Easter Ross CC       | Highland           | 1997 | Actuel  |                                         |
| Carrick Cumnock & Doon Valley CC            | Strathclyde        | 1983 | 2005    |                                         |
| Clackmannan CC                              | Central            | 1983 | 1997    |                                         |
| Clackmannan & Kinross CC                    | Clackmannanshire   | 1885 | 1918    |                                         |
| Clackmannan & East Stirlingshire CC         | Stirlingshire      | 1950 | 1983    |                                         |
| Clackmannan & Eastern Stirlingshire CC      | Stirlingshire      | 1918 | 1950    |                                         |
| Clackmannanshire CC                         | Clackmannanshire   | 1708 | 1832    | Alternance avec Kinross-shire           |
| Clackmannanshire & Kinross-shire CC         | Clackmannanshire   | 1832 | 1885    |                                         |
| Clydebank & Milngavie CC                    | Strathclyde        | 1983 | 2005    |                                         |
| Clydesdale CC                               | Strathclyde        | 1983 | 2005    |                                         |
| Coatbridge & Airdrie BC                     | Lanarkshire        | 1950 | 1983    |                                         |
| Coatbridge & Chryston BC                    | Strathclyde        | 1997 | 2005    |                                         |
| Coatbridge Chryston & Bellshill BC          | Écosse             | 2005 | Actuel  |                                         |
| Combined Scottish Universities UC           | Université         | 1918 | 1950    | 3 MPs                                   |
| Cromartyshire CC                            | Cromartyshire      | 1708 | 1832    | Alternance avec Nairnshire              |
| Cumbernauld & Kilsyth CC                    | Strathclyde        | 1983 | 2005    |                                         |
| Cumbernauld Kilsyth & Kirkintilloch East CC | Écosse             | 2005 | Actuel  |                                         |
| Cunninghame North CC                        | Strathclyde        | 1983 | 2005    |                                         |
| Cunninghame South CC                        | Strathclyde        | 1983 | 2005    |                                         |
| Dumbarton CC                                | Strathclyde        | 1983 | 2005    |                                         |
| Dumbarton Burghs BC                         | Dunbartonshire     | 1918 | 1950    | District                                |
| Dumfries & Galloway CC                      | Écosse             | 2005 | Actuel  |                                         |
| Dumfries Burghs BC                          | Dumfriesshire      | 1708 | 1918    | District                                |
| Dumfries County CC                          | Dumfriesshire      | 1885 | 2005    |                                         |
| Dumfriesshire CC                            | Dumfriesshire      | 1708 | 1885    |                                         |
| Dumfriesshire Clydesdale & Tweeddale CC     | Écosse             | 2005 | Actuel  |                                         |
| Dunbarton CC                                | Dunbartonshire     | 1885 | 1950    |                                         |
| Dunbartonshire CC                           | Dunbartonshire     | 1708 | 1885    |                                         |
| Dunbartonshire Central CC                   | Dunbartonshire     | 1974 | 1983    |                                         |
| Dunbartonshire East (1) CC                  | Dunbartonshire     | 1950 | 1983    |                                         |
| Dunbartonshire East (2) CC                  | Écosse             | 2005 | Actuel  |                                         |
| Dunbartonshire West (1) CC                  | Dunbartonshire     | 1950 | 1983    |                                         |
| Dunbartonshire West (2) CC                  | Écosse             | 2005 | Actuel  |                                         |
| Dundee BC                                   | Forfarshire        | 1832 | 1950    | 2 MPs 1868-1950                         |
| Dundee East BC                              | Forfarshire        | 1950 | Actuel  |                                         |
| Dundee West BC                              | Forfarshire        | 1950 | Actuel  |                                         |
| Dunfermline CC                              | Fife               | 1974 | 1983    |                                         |
| Dunfermline & West Fife CC                  | Écosse             | 2005 | Actuel  |                                         |
| Dunfermline Burghs BC                       | Fife               | 1918 | 1950    | District                                |
| Dunfermline East CC                         | Fife               | 1983 | 2005    |                                         |
| Dunfermline West CC                         | Fife               | 1983 | 2005    |                                         |
| Dysart Burghs BC                            | Fife               | 1708 | 1832    | District                                |
| East Kilbride CC                            | Lanarkshire        | 1974 | 2005    |                                         |
| East Kilbride Strathaven & Lesmahagow CC    | Écosse             | 2005 | Actuel  |                                         |
| East Lothian CC                             | Lothian            | 1974 | Actuel  |                                         |
| Eastwood CC                                 | Strathclyde        | 1983 | 2005    |                                         |
| Edinburgh BC                                | Edinburghshire     | 1708 | 1885    | 2 MPs 1832-1885                         |
| Edinburgh and St Andrews Universities UC    | Universities       | 1868 | 1918    |                                         |
| Edinburgh Central BC                        | Edinburghshire     | 1885 | 2005    |                                         |
| Edinburgh East (1) BC                       | Edinburghshire     | 1885 | 1997    |                                         |
| Edinburgh East (2) BC                       | Écosse             | 2005 | Actuel  |                                         |
| Edinburgh East & Musselburgh BC             | Lothian            | 1997 | 2005    |                                         |
| Edinburgh Leith BC                          | Midlothian         | 1950 | 1997    |                                         |
| Edinburgh North BC                          | Midlothian         | 1918 | 1983    |                                         |
| Edinburgh North & Leith BC                  | Lothian            | 1997 | Actuel  |                                         |
| Edinburgh Pentlands BC                      | Midlothian         | 1950 | 2005    |                                         |
| Edinburgh South BC                          | Edinburghshire     | 1885 | Actuel  |                                         |
| Edinburgh South West BC                     | Écosse             | 2005 | Actuel  |                                         |
| Edinburgh West BC                           | Edinburghshire     | 1885 | Actuel  |                                         |
| Edinburghshire CC                           | Edinburghshire     | 1708 | 1918    |                                         |
| Elgin & Nairn CC                            | Elginshire         | 1885 | 1918    |                                         |
| Elgin Burghs BC                             | Elginshire         | 1708 | 1918    | District                                |
| Elginshire CC                               | Elginshire         | 1708 | 1832    |                                         |
| Elginshire & Nairnshire CC                  | Elginshire         | 1832 | 1885    |                                         |
| Falkirk CC                                  | Écosse             | 2005 | Actuel  |                                         |
| Falkirk Burghs BC                           | Stirlingshire      | 1832 | 1918    | District                                |
| Falkirk East CC                             | Central            | 1983 | 2005    |                                         |
| Falkirk West CC                             | Central            | 1983 | 2005    |                                         |
| Fife CC                                     | Fife               | 1708 | 1885    |                                         |
| Fife Central CC                             | Fife               | 1974 | 2005    |                                         |
| Fife East CC                                | Fife               | 1950 | 1983    |                                         |
| Fife Eastern CC                             | Fife               | 1885 | 1950    |                                         |
| Fife North East CC                          | Fife               | 1983 | Actuel  |                                         |
| Fife West CC                                | Fife               | 1950 | 1974    |                                         |
| Fife Western CC                             | Fife               | 1885 | 1950    |                                         |
| Forfar CC                                   | Forfarshire        | 1885 | 1950    |                                         |
| Forfarshire CC                              | Forfarshire        | 1708 | 1885    |                                         |
| Galloway CC                                 | Kirkcudbrightshire | 1918 | 1983    |                                         |
| Galloway & Upper Nithsdale CC               | Kirkcudbrightshire | 1983 | 2005    |                                         |
| Glasgow BC                                  | Lanarkshire        | 1832 | 1885    | 2 MPs 1832–1868, 3 MPs 1868-85          |
| Glasgow & Aberdeen Universities UC          | Universities       | 1868 | 1918    |                                         |
| Glasgow Burghs BC                           | Lanarkshire        | 1708 | 1832    | District                                |
| Glasgow Anniesland BC                       | Strathclyde        | 1997 | 2005    |                                         |
| Glasgow Baillieston BC                      | Strathclyde        | 1997 | 2005    |                                         |
| Glasgow Blackfriars & Hutchesontown BC      | Lanarkshire        | 1885 | 1918    |                                         |
| Glasgow Bridgeton BC                        | Lanarkshire        | 1885 | 1974    |                                         |
| Glasgow Camlachie BC                        | Lanarkshire        | 1885 | 1955    |                                         |
| Glasgow Cathcart BC                         | Lanarkshire        | 1918 | 2005    |                                         |
| Glasgow Central (1) BC                      | Lanarkshire        | 1885 | 1997    |                                         |
| Glasgow Central (2) BC                      | Écosse             | 2005 | Actuel  |                                         |
| Glasgow College BC                          | Lanarkshire        | 1885 | 1918    |                                         |
| Glasgow Craigton BC                         | Lanarkshire        | 1955 | 1983    |                                         |
| Glasgow East BC                             | Écosse             | 2005 | Actuel  |                                         |
| Glasgow Garscadden BC                       | Lanarkshire        | 1974 | 1997    |                                         |
| Glasgow Gorbals BC                          | Lanarkshire        | 1918 | 1974    |                                         |
| Glasgow Govan BC                            | Lanarkshire        | 1918 | 2005    |                                         |
| Glasgow Hillhead BC                         | Lanarkshire        | 1918 | 1997    |                                         |
| Glasgow Kelvingrove BC                      | Lanarkshire        | 1918 | 1983    |                                         |
| Glasgow Maryhill BC                         | Lanarkshire        | 1918 | 2005    |                                         |
| Glasgow North BC                            | Écosse             | 2005 | Actuel  |                                         |
| Glasgow North East BC                       | Écosse             | 2005 | Actuel  |                                         |
| Glasgow North West BC                       | Écosse             | 2005 | Actuel  |                                         |
| Glasgow Partick BC                          | Lanarkshire        | 1918 | 1950    |                                         |
| Glasgow Pollok BC                           | Lanarkshire        | 1918 | 2005    |                                         |
| Glasgow Provan BC                           | Lanarkshire        | 1955 | 1997    |                                         |
| Glasgow Queen's Park BC                     | Lanarkshire        | 1974 | 1983    |                                         |
| Glasgow Rutherglen BC                       | Strathclyde        | 1983 | 2005    |                                         |
| Glasgow Scotstoun BC                        | Lanarkshire        | 1950 | 1974    |                                         |
| Glasgow Shettleston BC                      | Lanarkshire        | 1918 | 2005    |                                         |
| Glasgow South West BC                       | Écosse             | 2005 | Actuel  |                                         |
| Glasgow Springburn BC                       | Lanarkshire        | 1918 | 2005    |                                         |
| Glasgow St Rollox BC                        | Lanarkshire        | 1885 | 1950    |                                         |
| Glasgow Tradeston BC                        | Lanarkshire        | 1885 | 1955    |                                         |
| Glasgow Woodside BC                         | Lanarkshire        | 1950 | 1974    |                                         |
| Glenrothes CC                               | Écosse             | 2005 | Actuel  |                                         |
| Gordon CC                                   | Grampian           | 1983 | Actuel  |                                         |
| Greenock BC                                 | Renfrewshire       | 1832 | 1974    |                                         |
| Greenock & Inverclyde CC                    | Strathclyde        | 1997 | 2005    |                                         |
| Greenock & Port Glasgow CC                  | Renfrewshire       | 1974 | 1997    |                                         |
| Haddington CC                               | Haddingtonshire    | 1885 | 1918    |                                         |
| Haddington Burghs BC                        | Haddingtonshire    | 1708 | 1885    | District                                |
| Haddingtonshire CC                          | Haddingtonshire    | 1708 | 1885    |                                         |
| Hamilton CC                                 | Lanarkshire        | 1974 | 1997    |                                         |
| Hamilton North & Bellshill CC               | Strathclyde        | 1997 | 2005    |                                         |
| Hamilton South CC                           | Strathclyde        | 1997 | 2005    |                                         |
| Hawick Burghs BC                            | Roxburghshire      | 1868 | 1918    | District                                |
| Inverclyde CC                               | Écosse             | 2005 | Actuel  |                                         |
| Inverness CC                                | Inverness-shire    | 1918 | 1983    |                                         |
| Inverness Burghs BC                         | Inverness-shire    | 1708 | 1918    | District                                |
| Inverness County CC                         | Inverness-shire    | 1885 | 1918    |                                         |
| Inverness East Nairn & Lochaber CC          | Highland           | 1997 | 2005    |                                         |
| Inverness Nairn & Lochaber CC               | Highland           | 1983 | 1997    |                                         |
| Inverness Nairn Badenoch & Strathspey CC    | Écosse             | 2005 | Actuel  |                                         |
| Inverness-shire CC                          | Inverness-shire    | 1708 | 1885    |                                         |
| Kilmarnock CC                               | Ayrshire           | 1974 | 1983    |                                         |
| Kilmarnock & Loudoun CC                     | Strathclyde        | 1983 | Actuel  |                                         |
| Kilmarnock Burghs BC                        | Ayrshire           | 1832 | 1918    | District                                |
| Kincardine CC                               | Kincardineshire    | 1885 | 1918    |                                         |
| Kincardine & Deeside CC                     | Grampian           | 1983 | 1997    |                                         |
| Kincardine & Western Aberdeenshire CC       | Aberdeenshire      | 1918 | 1950    |                                         |
| Kincardineshire CC                          | Kincardineshire    | 1708 | 1885    |                                         |
| Kinross & Western Perthshire CC             | Perthshire         | 1918 | 1950    |                                         |
| Kinross & West Perthshire CC                | Perthshire         | 1950 | 1983    |                                         |
| Kinross-shire CC                            | Kinross-shire      | 1708 | 1832    | Alternance avec Clackmannanshire        |
| Kirkcaldy CC                                | Fife               | 1974 | 2005    |                                         |
| Kirkcaldy & Cowdenbeath CC                  | Écosse             | 2005 | Actuel  |                                         |
| Kirkcaldy Burghs BC                         | Fife               | 1832 | 1950    | District                                |
| Kirkcudbright CC                            | Kirkcudbrightshire | 1885 | 1918    |                                         |
| Kirkcudbrightshire CC                       | Kirkcudbrightshire | 1708 | 1885    |                                         |
| Lanark CC                                   | Lanarkshire        | 1974 | 1983    |                                         |
| Lanark & Hamilton East CC                   | Écosse             | 2005 | Actuel  |                                         |
| Lanarkshire CC                              | Lanarkshire        | 1708 | 1868    |                                         |
| Lanarkshire Bothwell CC                     | Lanarkshire        | 1918 | 1974    |                                         |
| Lanarkshire Coatbridge CC                   | Lanarkshire        | 1918 | 1950    |                                         |
| Lanarkshire Govan CC                        | Lanarkshire        | 1885 | 1918    |                                         |
| Lanarkshire Hamilton CC                     | Lanarkshire        | 1918 | 1974    |                                         |
| Lanarkshire Lanark CC                       | Lanarkshire        | 1918 | 1974    |                                         |
| Lanarkshire Mid CC                          | Lanarkshire        | 1885 | 1918    |                                         |
| Lanarkshire Motherwell CC                   | Lanarkshire        | 1918 | 1974    |                                         |
| Lanarkshire North CC                        | Lanarkshire        | 1950 | 1983    |                                         |
| Lanarkshire North-Eastern CC                | Lanarkshire        | 1885 | 1918    |                                         |
| Lanarkshire North-Western CC                | Lanarkshire        | 1885 | 1918    |                                         |
| Lanarkshire Northern (1) CC                 | Lanarkshire        | 1868 | 1885    |                                         |
| Lanarkshire Northern (2) CC                 | Lanarkshire        | 1918 | 1950    |                                         |
| Lanarkshire Partick CC                      | Lanarkshire        | 1885 | 1918    |                                         |
| Lanarkshire Rutherglen CC                   | Lanarkshire        | 1918 | 1974    |                                         |
| Lanarkshire Southern CC                     | Lanarkshire        | 1868 | 1918    |                                         |
| Leith BC                                    | Midlothian         | 1918 | 1950    |                                         |
| Leith Burghs BC                             | Edinburghshire     | 1832 | 1918    | District                                |
| Linlithgow (1) CC                           | Linlithgowshire    | 1885 | 1950    |                                         |
| Linlithgow (2) CC                           | Lothian            | 1983 | 2005    |                                         |
| Linlithgow & East Falkirk CC                | Écosse             | 2005 | Actuel  |                                         |
| Linlithgow Burghs BC                        | Linlithgowshire    | 1708 | 1832    | District                                |
| Linlithgowshire CC                          | Linlithgowshire    | 1708 | 1885    |                                         |
| Livingston CC                               | Lothian            | 1983 | Current |                                         |
| Midlothian CC                               | Midlothian         | 1955 | Actuel  |                                         |
| Midlothian & Peebles CC                     | Midlothian         | 1950 | 1955    |                                         |
| Midlothian Northern CC                      | Midlothian         | 1918 | 1950    |                                         |
| Monklands East BC                           | Strathclyde        | 1983 | 1997    |                                         |
| Monklands West BC                           | Strathclyde        | 1983 | 1997    |                                         |
| Montrose Burghs BC                          | Forfarshire        | 1832 | 1950    | District                                |
| Moray CC                                    | Grampian           | 1983 | Actuel  |                                         |
| Moray & Nairn CC                            | Elginshire         | 1918 | 1983    |                                         |
| Motherwell & Wishaw (1) BC                  | Lanarkshire        | 1974 | 1983    |                                         |
| Motherwell & Wishaw (2) BC                  | Strathclyde        | 1997 | Actuel  |                                         |
| Motherwell North BC                         | Strathclyde        | 1983 | 1997    |                                         |
| Motherwell South BC                         | Strathclyde        | 1983 | 1997    |                                         |
| Na h-Eileanan An Iar CC                     | Écosse             | 2005 | Actuel  |                                         |
| Nairnshire CC                               | Nairnshire         | 1708 | 1832    | Alternance avec Cromartyshire           |
| Ochil CC                                    | Central            | 1997 | 2005    |                                         |
| Ochil & South Perthshire CC                 | Écosse             | 2005 | Actuel  |                                         |
| Orkney & Shetland CC                        | Orkney             | 1708 | Actuel  |                                         |
| Paisley BC                                  | Renfrewshire       | 1832 | 1983    |                                         |
| Paisley & Renfrewshire North CC             | Écosse             | 2005 | Actuel  |                                         |
| Paisley & Renfrewshire South CC             | Écosse             | 2005 | Actuel  |                                         |
| Paisley North BC                            | Strathclyde        | 1983 | 2005    |                                         |
| Paisley South BC                            | Strathclyde        | 1983 | 2005    |                                         |
| Peebles & Southern Midlothian CC            | Midlothian         | 1918 | 1950    |                                         |
| Peebles & Selkirk CC                        | Peeblesshire       | 1885 | 1918    |                                         |
| Peebleshire CC                              | Peeblesshire       | 1708 | 1868    |                                         |
| Peeblesshire & Selkirkshire CC              | Peeblesshire       | 1868 | 1885    |                                         |
| Perth (1) BC                                | Perthshire         | 1832 | 1918    |                                         |
| Perth (2) CC                                | Central            | 1997 | 2005    |                                         |
| Perth & Kinross CC                          | Tayside            | 1983 | 1997    |                                         |
| Perth & East Perthshire CC                  | Perthshire         | 1950 | 1979    |                                         |
| Perth & North Perthshire CC                 | Écosse             | 2005 | Actuel  |                                         |
| Perth Burghs BC                             | Perthshire         | 1708 | 1832    | District                                |
| Perthshire CC                               | Perthshire         | 1708 | 1885    |                                         |
| Perthshire Eastern CC                       | Perthshire         | 1885 | 1918    |                                         |
| Perthshire Perth CC                         | Perthshire         | 1918 | 1950    |                                         |
| Perthshire Western CC                       | Perthshire         | 1885 | 1918    |                                         |
| Renfrew West & Inverclyde CC                | Strathclyde        | 1983 | 1997    |                                         |
| Renfrewshire CC                             | Renfrewshire       | 1708 | 1885    |                                         |
| Renfrewshire East (1) CC                    | Renfrewshire       | 1950 | 1983    |                                         |
| Renfrewshire East (2) CC                    | Écosse             | 2005 | Actuel  |                                         |
| Renfrewshire Eastern CC                     | Renfrewshire       | 1885 | 1950    |                                         |
| Renfrewshire West (1) CC                    | Renfrewshire       | 1950 | 1983    |                                         |
| Renfrewshire West (2) CC                    | Strathclyde        | 1997 | 2005    |                                         |
| Renfrewshire Western CC                     | Renfrewshire       | 1885 | 1950    |                                         |
| Ross & Cromarty CC                          | Ross-shire         | 1832 | 1983    |                                         |
| Ross Cromarty & Skye CC                     | Highland           | 1983 | 1997    |                                         |
| Ross Skye & Lochaber CC                     | Écosse             | 2005 | Actuel  |                                         |
| Ross Skye & Inverness West CC               | Highland           | 1997 | 2005    |                                         |
| Ross-shire CC                               | Ross-shire         | 1708 | 1832    |                                         |
| Roxburgh CC                                 | Roxburghshire      | 1885 | 1918    |                                         |
| Roxburgh & Berwickshire CC                  | Borders            | 1983 | 2005    |                                         |
| Roxburgh & Selkirk CC                       | Roxburghshire      | 1918 | 1955    |                                         |
| Roxburgh Selkirk & Peebles CC               | Roxburghshire      | 1955 | 1983    |                                         |
| Roxburghshire CC                            | Roxburghshire      | 1708 | 1885    |                                         |
| Rutherglen CC                               | Lanarkshire        | 1974 | 1983    |                                         |
| Rutherglen and Hamilton West CC             | Écosse             | 2005 | Actuel  |                                         |
| Selkirkshire CC                             | Selkirkshire       | 1708 | 1868    |                                         |
| St Andrews Burghs BC                        | Fife               | 1832 | 1918    | District                                |
| Stirling CC                                 | Central            | 1983 | Actuel  |                                         |
| Stirling & Falkirk Burghs BC                | Stirlingshire      | 1918 | 1950    | District                                |
| Stirling Burghs BC                          | Stirlingshire      | 1708 | 1918    | District                                |
| Stirling Falkirk & Grangemouth BC           | Stirlingshire      | 1974 | 1983    |                                         |
| Stirlingshire CC                            | Stirlingshire      | 1708 | 1918    |                                         |
| Stirlingshire West CC                       | Stirlingshire      | 1950 | 1983    |                                         |
| Stirlingshire Western CC                    | Stirlingshire      | 1918 | 1950    |                                         |
| Strathkelvin & Bearsden CC                  | Strathclyde        | 1983 | 2005    |                                         |
| Sutherland CC                               | Sutherland         | 1708 | 1918    |                                         |
| Tain Burghs BC                              | Ross-shire         | 1708 | 1832    | District                                |
| Tayside North CC                            | Tayside            | 1983 | 2005    |                                         |
| Tweeddale Ettrick & Lauderdale CC           | Borders            | 1983 | 2005    |                                         |
| West Lothian CC                             | Linlithgowshire    | 1950 | 1983    |                                         |
| Western Isles CC                            | Inverness-shire    | 1918 | 2005    |                                         |
| Wick Burghs BC                              | Caithness          | 1832 | 1918    | District                                |
| Wigtown CC                                  | Wigtownshire       | 1885 | 1918    |                                         |
| Wigtown Burghs BC                           | Wigtownshire       | 1708 | 1885    | District                                |
| Wigtownshire CC                             | Wigtownshire       | 1708 | 1885    |                                         |

## Représentation historique par parti
Une cellule marquée → (avec un arrière-plan de couleur différente de la cellule précédente) indique que le MP précédent a continué à siéger sous un nouveau nom de parti.

### Highland
Avant 1974, comprenant les comtés d'Orkney, Shetland, Caithness, Sutherland, Ross-shire, Cromartyshire et Inverness-shire.
Après 1996, comprenant les autorités unitaires de Highland, Na h-Eileanan Siar (Western Isles), Shetland Islands et Orkney Islands.

#### 1708 à 1832
- Orkney & Shetland
- Caithness (en alternance avec Bute)
- Sutherland
- Ross-shire
- Tain Burghs
- Cromartyshire (en alternance avec Nairnshire)
- Inverness-shire
- Inverness Burghs

#### 1832 à 1885
- Conservateur
- Tories
- Whig

| Circonscription   | 1832              | 33                | 34                | 1835              | 35                | 1837        | 38          | 40          | 1841      | 1847        | 1852                        | 1857                        |
| ----------------- | ----------------- | ----------------- | ----------------- | ----------------- | ----------------- | ----------- | ----------- | ----------- | --------- | ----------- | --------------------------- | --------------------------- |
| Caithness         | G. Sinclair       | G. Sinclair       | G. Sinclair       | G. Sinclair       | G. Sinclair       | G. Sinclair | G. Sinclair | G. Sinclair | Traill    | Traill      | Traill                      | Traill                      |
| Inverness Burghs  | J. Baillie        | Cumming Bruce     | →                 | →                 | →                 | Macleod     | Macleod     | Morrison    | Morrison  | A. Matheson | A. Matheson                 | A. Matheson                 |
| Inverness-shire   | C. Grant          | C. Grant          | C. Grant          | C. Grant          | Chisholm          | Chisholm    | F. Grant    | Baillie     | Baillie   | Baillie     | Baillie                     | Baillie                     |
| Orkney & Shetland | Traill            | Traill            | Traill            | Balfour           | Balfour           | Dundas      | Dundas      | Dundas      | Dundas    | Anderson    | F. Dundas                   | F. Dundas                   |
| Ross & Cromarty   | Stewart-Mackenzie | Stewart-Mackenzie | Stewart-Mackenzie | Stewart-Mackenzie | Stewart-Mackenzie | Mackenzie   | Mackenzie   | Mackenzie   | Mackenzie | J. Matheson | J. Matheson                 | J. Matheson                 |
| Sutherland        | Macleod           | Macleod           | Macleod           | Macleod           | Macleod           | Howard      | Howard      | D. Dundas   | D. Dundas | D. Dundas   | G. Sutherland-Leveson-Gower | G. Sutherland-Leveson-Gower |
| Wick Burghs       | J. Loch           | J. Loch           | J. Loch           | J. Loch           | J. Loch           | J. Loch     | J. Loch     | J. Loch     | J. Loch   | J. Loch     | Laing                       | Hay                         |

#### 1859 à 1885
- Conservateur
- Libéral

| Circonscription   | 1859                        | 60                          | 61          | 1865        | 67          | 1868        | 69          | 72          | 73          | 1874                        | 1880                        | 84                          |
| ----------------- | --------------------------- | --------------------------- | ----------- | ----------- | ----------- | ----------- | ----------- | ----------- | ----------- | --------------------------- | --------------------------- | --------------------------- |
| Caithness         | Traill                      | Traill                      | Traill      | Traill      | Traill      | Traill      | J. Sinclair | J. Sinclair | J. Sinclair | J. Sinclair                 | J. Sinclair                 | J. Sinclair                 |
| Inverness Burghs  | A. Matheson                 | A. Matheson                 | A. Matheson | A. Matheson | A. Matheson | Mackintosh  | Mackintosh  | Mackintosh  | Mackintosh  | Fraser-Mackintosh           | Fraser-Mackintosh           | Fraser-Mackintosh           |
| Inverness-shire   | Baillie                     | Baillie                     | Baillie     | Baillie     | Baillie     | Cameron     | Cameron     | Cameron     | Cameron     | Cameron                     | Cameron                     | Cameron                     |
| Orkney & Shetland | F. Dundas                   | F. Dundas                   | F. Dundas   | F. Dundas   | F. Dundas   | F. Dundas   | F. Dundas   | F. Dundas   | Laing       | Laing                       | Laing                       | Laing                       |
| Ross & Cromarty   | J. Matheson                 | J. Matheson                 | J. Matheson | J. Matheson | J. Matheson | A. Matheson | A. Matheson | A. Matheson | A. Matheson | A. Matheson                 | A. Matheson                 | Munro-Ferguson              |
| Sutherland        | G. Sutherland-Leveson-Gower | G. Sutherland-Leveson-Gower | D. Dundas   | D. Dundas   | Gower       | Gower       | Gower       | Gower       | Gower       | C. Sutherland-Leveson-Gower | C. Sutherland-Leveson-Gower | C. Sutherland-Leveson-Gower |
| Wick Burghs       | Laing                       | Keppel                      | Keppel      | Laing       | Laing       | G. Loch     | G. Loch     | Pender      | Pender      | Pender                      | Pender                      | Pender                      |

#### 1885 à 1918
- Conservateur
- Libéral indépendant
- Libéral
- Libéral Unioniste

| Circonscription   | 1885                     | 86                       | 1886       | 1892       | 94         | 95       | 1895     | 96         | 1900          | 02            | 06         | Jan 10     | Dec 10     | 11         | 17         |
| ----------------- | ------------------------ | ------------------------ | ---------- | ---------- | ---------- | -------- | -------- | ---------- | ------------- | ------------- | ---------- | ---------- | ---------- | ---------- | ---------- |
| Caithness         | Clark*                   | Clark*                   | →*         | →*         | →*         | →*       | →*       | →*         | Harmsworth    | Harmsworth    | Harmsworth | Harmsworth | Harmsworth | Harmsworth | Harmsworth |
| Inverness Burghs  | Finlay                   | →                        | →          | Beith      | Beith      | Beith    | Finlay   | Finlay     | Finlay        | Finlay        | Bryce      | Bryce      | Bryce      | Bryce      | Bryce      |
| Inverness-shire   | Fraser-Mackintosh*       | →*                       | →*         | MacGregor* | MacGregor* | Baillie  | Baillie  | Baillie    | Dewar         | Dewar         | Dewar      | Dewar      | Dewar      | Dewar      | Morison    |
| Orkney & Shetland | Lyell                    | Lyell                    | Lyell      | Lyell      | Lyell      | Lyell    | Lyell    | Lyell      | Wason         | →             | →          | →          | →          | →          | →          |
| Ross & Cromarty   | Macdonald*               | Macdonald*               | →*         | Weir       | Weir       | Weir     | Weir     | Weir       | Weir          | Weir          | Weir       | Weir       | Weir       | Macpherson | Macpherson |
| Sutherland        | Sutherland-Leveson-Gower | Sutherland-Leveson-Gower | Sutherland | Sutherland | MacLeod*   | MacLeod* | MacLeod* | MacLeod*   | Leveson-Gower | Leveson-Gower | Morton     | Morton     | Morton     | Morton     | Morton     |
| Wick Burghs       | Cameron                  | Cameron                  | →          | Pender     | Pender     | Pender   | Pender   | Hedderwick | Bignold       | Bignold       | Bignold    | Munro      | Munro      | Munro      | Munro      |

*également candidat du Crofters' Party

#### 1918 à 1950
- Coalition Libéral (1918-22) / National Libéral (1922-23)
- Conservateur
- Conservateur indépendant
- Libéral indépendant
- Travailliste
- Libéral
- National Labour
- National Libéral (1931-68)

| Circonscription          | 1918       | 21         | 22         | 1922       | 1923        | 1924        | 1929     | 31       | 1931     | 1935         | 36           | 42           | 1945         | 48           |
| ------------------------ | ---------- | ---------- | ---------- | ---------- | ----------- | ----------- | -------- | -------- | -------- | ------------ | ------------ | ------------ | ------------ | ------------ |
| Caithness and Sutherland | Harmsworth | Harmsworth | Harmsworth | Sinclair   | →           | →           | →        | →        | →        | →            | →            | →            | Dower        | →            |
| Inverness                | Morison    | Morison    | Macdonald  | Macdonald  | →           | →           | →        | →        | →        | →            | →            | →            | →            | →            |
| Orkney and Shetland      | Wason      | Smith      | Smith      | Hamilton   | Hamilton    | Hamilton    | Hamilton | Hamilton | Hamilton | Neven-Spence | Neven-Spence | Neven-Spence | Neven-Spence | Neven-Spence |
| Ross and Cromarty        | Macpherson | Macpherson | Macpherson | Macpherson | →           | →           | →        | →        | →        | →            | MacDonald    | MacDonald    | MacLeod      | MacLeod      |
| Western Isles            | Murray     | Murray     | Murray     | Cotts      | Livingstone | Livingstone | Ramsay   | →        | →        | Macmillan    | Macmillan    | Macmillan    | Macmillan    | Macmillan    |

#### 1950 à 1983
- Conservateur
- Independent Conservative
- Libéral indépendant
- Travailliste
- Libéral
- National Libéral (1931-68)
- Scottish National Party
- Social Démocrate

| Circonscription          | 1950             | 1951             | 54        | 1955      | 1959      | 1964      | 1966      | 1970      | Fev 74    | Oct 74    | 1979      | 81       |
| ------------------------ | ---------------- | ---------------- | --------- | --------- | --------- | --------- | --------- | --------- | --------- | --------- | --------- | -------- |
| Caithness and Sutherland | Robertson        | Robertson        | Robertson | Robertson | →         | Mackie    | Maclennan | Maclennan | Maclennan | Maclennan | Maclennan | →        |
| Inverness                | Douglas-Hamilton | Douglas-Hamilton | McLean    | McLean    | McLean    | Johnston  | Johnston  | Johnston  | Johnston  | Johnston  | Johnston  | Johnston |
| Orkney and Shetland      | Grimond          | Grimond          | Grimond   | Grimond   | Grimond   | Grimond   | Grimond   | Grimond   | Grimond   | Grimond   | Grimond   | Grimond  |
| Ross and Cromarty        | MacLeod          | →                | →         | →         | →         | Mackenzie | Mackenzie | Gray      | Gray      | Gray      | Gray      | Gray     |
| Western Isles            | Macmillan        | Macmillan        | Macmillan | Macmillan | Macmillan | Macmillan | Macmillan | Stewart   | Stewart   | Stewart   | Stewart   | Stewart  |

#### 1983 à 2005
- Travailliste
- Libéral
- Libéral Démocrate
- Scottish National Party
- Social Démocrate

| Circonscription                                                    | 1983      | 1987      | 88        | 1992      | 1997      | 2001       |
| ------------------------------------------------------------------ | --------- | --------- | --------- | --------- | --------- | ---------- |
| Caithness & Sutherland / Caithness, Sutherland & Easter Ross ('97) | Maclennan | Maclennan | →         | →         | →         | Thurso     |
| Inverness, Nairn & Lochaber / Inverness E, Nairn & Lochaber (1997) | Johnston  | Johnston  | →         | →         | Stewart   | Stewart    |
| Orkney and Shetland                                                | Wallace   | Wallace   | →         | →         | →         | Carmichael |
| Ross, Cromarty and Skye / Ross, Skye & Inverness W (1997)          | Kennedy   | Kennedy   | →         | →         | →         | →          |
| Western Isles                                                      | Stewart   | MacDonald | MacDonald | MacDonald | MacDonald | MacDonald  |

#### 2005 à aujourd'hui
- Indépendant
- Travailliste
- Libéral Démocrate
- Scottish National Party

| Circonscription                                                                | 2005       | 2010       | 2015       | 2017       | 2019       | 23         | 2024       |
| ------------------------------------------------------------------------------ | ---------- | ---------- | ---------- | ---------- | ---------- | ---------- | ---------- |
| Caithness, Sutherland & Easter Ross                                            | Thurso     | Thurso     | Monaghan   | Stone      | Stone      | Stone      | Stone      |
| Inverness, Nairn, Badenoch & Strathspey / Inverness, Skye & W Ross-shire ('24) | Alexander  | Alexander  | Hendry     | Hendry     | Hendry     | Hendry     | MacDonald  |
| Na h-Eileanan an Iar                                                           | MacNeil    | MacNeil    | MacNeil    | MacNeil    | MacNeil    | →          | Crichton   |
| Orkney and Shetland                                                            | Carmichael | Carmichael | Carmichael | Carmichael | Carmichael | Carmichael | Carmichael |
| Ross, Skye and Lochaber                                                        | →          | →          | Blackford  | Blackford  | Blackford  | Blackford  | N/A        |

### Grampian
Avant 1974, comprenant les comtés d'Elginshire, Nairnshire, Banffshire, Aberdeenshire et Kincardineshire.
Après 1996, comprenant les autorités unitaires d'Aberdeenshire, City of Aberdeen et Moray.

#### 1708 à 1832
- Banffshire
- Elginshire
- Elgin Burghs
- Nairnshire (en alternance avec Cromartyshire)
- Aberdeenshire
- Aberdeen Burghs
- Kincardineshire

#### 1832 à 1885
- Conservateur
- Indépendant
- Libéral
- Tories
- Whig

| Circonscription                           | 1832        | 1835         | 1837         | 1841         | 1847         | 1852         | 1857         | 1859         | 1865         | 1868         | 1874    | 1880    |
| ----------------------------------------- | ----------- | ------------ | ------------ | ------------ | ------------ | ------------ | ------------ | ------------ | ------------ | ------------ | ------- | ------- |
| Banffshire                                | Tory        | Conservateur | Whig         | Whig         | Whig         | Whig         | Whig         | Libéral      | Libéral      | Libéral      | Libéral | Libéral |
| Elgin Burghs                              | Whig        | Whig         | Whig         | Whig         | Whig         | Whig         | Whig         | Libéral      | Libéral      | Libéral      | Libéral | Libéral |
| Elginshire and Nairnshire                 | Tory        | Conservateur | Conservateur | Conservateur | Conservateur | Conservateur | Conservateur | Conservateur | Conservateur | Conservateur | Libéral | Libéral |
| Aberdeen                                  | Whig        | Whig         | Whig         | Whig         | Whig         | Whig         | Whig         | Libéral      | Libéral      | Libéral      | Libéral | Libéral |
| Aberdeenshire / East Aberdeenshire (1868) | Tory        | Conservateur | Conservateur | Conservateur | Conservateur | Conservateur | Whig         | Libéral      | Conservateur | Libéral      | Libéral | Libéral |
| West Aberdeenshire                        |             |              |              |              |              |              |              |              |              | Libéral      | Libéral | Libéral |
| Kincardineshire                           | Indépendant | Indépendant  | Indépendant  | Indépendant  | Indépendant  | Indépendant  | Indépendant  | Indépendant  | Libéral      | Libéral      | Libéral | Libéral |

#### 1885 à 1918
- Conservateur
- Libéral
- Libéral Unioniste

| Circonscription         | 1885             | 1886        | 89          | 92          | 92          | 93          | 95          | 96          | 1900        | 05          | 1906       | 06         | 07         | 08         | Jan 10     | Dec 10     | 17         | 18         |
| ----------------------- | ---------------- | ----------- | ----------- | ----------- | ----------- | ----------- | ----------- | ----------- | ----------- | ----------- | ---------- | ---------- | ---------- | ---------- | ---------- | ---------- | ---------- | ---------- |
| Aberdeen North          | Hunter           | Hunter      | Hunter      | Hunter      | Hunter      | Hunter      | Hunter      | Pirie       | Pirie       | Pirie       | Pirie      | Pirie      | Pirie      | Pirie      | Pirie      | Pirie      | Pirie      | Pirie      |
| Aberdeen South          | Bryce            | Bryce       | Bryce       | Bryce       | Bryce       | Bryce       | Bryce       | Bryce       | Bryce       | Bryce       | Bryce      | Bryce      | Esslemont  | Esslemont  | Esslemont  | Esslemont  | Fleming    | Fleming    |
| Aberdeenshire East      | Esslemont        | Esslemont   | Esslemont   | Esslemont   | Buchanan    | Buchanan    | Buchanan    | Buchanan    | Maconochie  | Maconochie  | Annand     | J. Murray  | J. Murray  | J. Murray  | Cowan      | Cowan      | Cowan      | Cowan      |
| Aberdeenshire West      | Farquharson      | Farquharson | Farquharson | Farquharson | Farquharson | Farquharson | Farquharson | Farquharson | Farquharson | Farquharson | Henderson  | Henderson  | Henderson  | Henderson  | Henderson  | Henderson  | Henderson  | Henderson  |
| Banffshire              | Duff             | Duff        | Duff        | Duff        | Duff        | Wedderburn  | Wedderburn  | Wedderburn  | Black       | Black       | Black      | Black      | Waring     | Waring     | Waring     | Waring     | Waring     | Waring     |
| Elgin Burghs            | Asher            | Asher       | Asher       | Asher       | Asher       | Asher       | Asher       | Asher       | Asher       | Sutherland  | Sutherland | Sutherland | Sutherland | Sutherland | Sutherland | Sutherland | Sutherland | Barrie     |
| Elginshire & Nairnshire | Macpherson-Grant | Anderson    | Keay        | Keay        | Keay        | Keay        | Gordon      | Gordon      | Gordon      | Gordon      | Williamson | Williamson | Williamson | Williamson | Williamson | Williamson | Williamson | Williamson |
| Kincardineshire         | Balfour          | Balfour     | Balfour     | Crombie     | Crombie     | Crombie     | Crombie     | Crombie     | Crombie     | Crombie     | Crombie    | Crombie    | Crombie    | A. Murray  | A. Murray  | A. Murray  | A. Murray  | A. Murray  |

#### 1918 à 1983
- Coalition Libéral (1918-22) / National Libéral (1922-23)
- Conservateur
- Travailliste
- Libéral

| Circonscription    | 1918    | 21      | 1922      | 23      | 1924     | 1929    | 31      | 31      | 33                | 1935              | 44                | 45                | 50                | 51                | 55                | 59                | 61       | 64       | 66       | 70       |
| ------------------ | ------- | ------- | --------- | ------- | -------- | ------- | ------- | ------- | ----------------- | ----------------- | ----------------- | ----------------- | ----------------- | ----------------- | ----------------- | ----------------- | -------- | -------- | -------- | -------- |
| Dunfermline Burghs | Wallace | Wallace | Watson    | Watson  | Watson   | Watson  | Watson  | Wallace | Wallace           | Watson            | Watson            | Watson            | Clunie            | Clunie            | Clunie            | Thompson          | Thompson | Hunter   | Hunter   | Hunter   |
| Fife East          | Sprot   | Sprot   | Millar    | Millar  | Cochrane | Millar  | →       | →       | Henderson-Stewart | Henderson-Stewart | Henderson-Stewart | Henderson-Stewart | Henderson-Stewart | Henderson-Stewart | Henderson-Stewart | Henderson-Stewart | Gilmour  | Gilmour  | Gilmour  | Gilmour  |
| Fife West          | Adamson | Adamson | Adamson   | Adamson | Adamson  | Adamson | Adamson | Milne   | Milne             | Gallacher         | Gallacher         | Gallacher         | Hamilton          | Hamilton          | Hamilton          | Hamilton          | Hamilton | Hamilton | Hamilton | Hamilton |
| Kirkcaldy Burghs   | Dalziel | Kennedy | Hutchison | Kennedy | Kennedy  | Kennedy | Kennedy | Russell | Russell           | Kennedy           | Hubbard           | Hubbard           | Hubbard           | Hubbard           | Hubbard           | Gourlay           | Gourlay  | Gourlay  | Gourlay  | Gourlay  |

#### 1974 à 2005
- Conservateur
- Travailliste
- Libéral Démocrate
- Libéral
- Scottish National Party

| Circonscription                    | Fev 1974 | Oct 1974 | 1979      | 1983      | 1987     | 88      | 90      | 1992    | 1997    | 2001       |
| ---------------------------------- | -------- | -------- | --------- | --------- | -------- | ------- | ------- | ------- | ------- | ---------- |
| Dunfermline East                   |          |          |           | Brown     | Brown    | Brown   | Brown   | Brown   | Brown   | Brown      |
| Dunfermline / Dunfermline W (1983) | Hunter   | Hunter   | Douglas   | Douglas   | Douglas  | Douglas | →       | Squire  | Squire  | Squire     |
| Fife Central                       | Hamilton | Hamilton | Hamilton  | Hamilton  | McLeish  | McLeish | McLeish | McLeish | McLeish | MacDougall |
| Kirkcaldy                          | Gourlay  | Gourlay  | Gourlay   | Gourlay   | Moonie   | Moonie  | Moonie  | Moonie  | Moonie  | Moonie     |
| Fife East / North East Fife (1983) | Gilmour  | Gilmour  | Henderson | Henderson | Campbell | →       | →       | →       | →       | →          |

#### 2005 à aujourd'hui
- Alba
- Indépendant
- Travailliste
- Libéral Démocrate
- Scottish National Party

| Circonscription                                         | 2005       | 06         | 08       | 2010     | 2015    | 2017    | 2019        | 19          | 20          | 21          | 2024        |
| ------------------------------------------------------- | ---------- | ---------- | -------- | -------- | ------- | ------- | ----------- | ----------- | ----------- | ----------- | ----------- |
| Dunfermline & W Fife / Dunfermline & Dollar (2024)      | Squire     | Rennie     | Rennie   | Docherty | Chapman | Chapman | Chapman     | Chapman     | Chapman     | Chapman     | Downie      |
| Glenrothes / Glenrothes & Mid Fife (2024)               | MacDougall | MacDougall | Roy      | Roy      | Grant   | Grant   | Grant       | Grant       | Grant       | Grant       | Baker       |
| Kirkcaldy & Cowdenbeath / Cowdenbeath & Kirkcaldy ('24) | Brown      | Brown      | Brown    | Brown    | Mullin  | Laird   | Hanvey      | →           | →           | →           | Ward        |
| North East Fife                                         | Campbell   | Campbell   | Campbell | Campbell | Gethins | Gethins | Chamberlain | Chamberlain | Chamberlain | Chamberlain | Chamberlain |

### Strathclyde
Avant 1974, comprenant les comtés d'Argyllshire, Buteshire, Dunbartonshire, Renfrewshire, Ayrshire et Lanarkshire.
Après 1996, comprenant les autorités unitaires de City of Glasgow, North Lanarkshire, South Lanarkshire, Renfrewshire, North Ayrshire, East Ayrshire, South Ayrshire, East Dunbartonshire, East Renfrewshire, West Dunbartonshire, Argyll and Bute et Inverclyde.

#### 1708 à 1832
- Argyllshire
- Bute (en alternance avec Caithness)
- Dunbartonshire
- Renfrewshire
- Ayrshire
- Ayr Burghs
- Lanarkshire
- Glasgow Burghs

#### 1832 à 1885
| Circonscription                        | 1832        | 1835         | 1837         | 1841         | 1847         | 1852         | 1857         | 1859         | 1865         | 1868         | 1874         | 1880         |
| -------------------------------------- | ----------- | ------------ | ------------ | ------------ | ------------ | ------------ | ------------ | ------------ | ------------ | ------------ | ------------ | ------------ |
| Argyllshire                            | Whig        | Whig         | Whig         | Conservateur | Conservateur | Conservateur | Whig         | Libéral      | Libéral      | Libéral      | Libéral      | Libéral      |
| Buteshire                              | Tory        | Conservateur | Conservateur | Conservateur | Conservateur | Conservateur | Whig         | Conservateur | Libéral      | Conservateur | Conservateur | Libéral      |
| Dunbartonshire                         | Whig        | Whig         | Whig         | Conservateur | Conservateur | Conservateur | Conservateur | Conservateur | Conservateur | Conservateur | Conservateur | Conservateur |
| Greenock                               | Whig        | Whig         | Whig         | Whig         | Whig         | Whig         | Whig         | Libéral      | Libéral      | Libéral      | Libéral      | Libéral      |
| Paisley                                | Indépendant | Radical      | Radical      | Radical      | Radical      | Radical      | Radical      | Libéral      | Libéral      | Libéral      | Libéral      | Libéral      |
| Renfrewshire                           | Indépendant | Indépendant  | Conservateur | Whig         | Conservateur | Conservateur | Conservateur | Conservateur | Libéral      | Libéral      | Libéral      | Libéral      |
| Ayr Burghs                             | Whig        | Whig         | Whig         | Whig         | Whig         | Radical      | Radical      | Libéral      | Libéral      | Libéral      | Conservateur | Libéral      |
| Kilmarnock Burghs                      | Whig        | Radical      | Conservateur | Whig         | Whig         | Whig         | Whig         | Libéral      | Libéral      | Libéral      | Libéral      | Libéral      |
| Ayrshire / North Ayrshire (1868)       | Whig        | Whig         | Whig         | Conservateur | Conservateur | Conservateur | Whig         | Libéral      | Conservateur | Libéral      | Conservateur | Conservateur |
| South Ayrshire                         |             |              |              |              |              |              |              |              |              | Libéral      | Conservateur | Conservateur |
| Glasgow 1                              | Whig        | Whig         | Whig         | Whig         | Whig         | Whig         | Whig         | Libéral      | Libéral      | Libéral      | Libéral      | Libéral      |
| Glasgow 2                              | Whig        | Whig         | Whig         | Whig         | Whig         | Whig         | Whig         | Libéral      | Libéral      | Libéral      | Conservateur | Libéral      |
| Glasgow 3                              |             |              |              |              |              |              |              |              |              | Libéral      | Libéral      | Libéral      |
| Lanarkshire / North Lanarkshire (1868) | Whig        | Whig         | Conservateur | Conservateur | Conservateur | Conservateur | Conservateur | Libéral      | Libéral      | Libéral      | Libéral      | Libéral      |
| South Lanarkshire                      |             |              |              |              |              |              |              |              |              | Libéral      | Conservateur | Libéral      |

#### 1885 à 1918
- Conservateur
- Independent Liberal
- Travailliste
- Libéral
- Libéral Unioniste
- National Democratic & Labour

| Circonscription                       | 1885         | 86           | 1886               | 87                 | 88                 | 89                 | 90                 | 91                 | 1892         | 94           | 1895             | 97               | 99               | 1900             | 01               | 03               | 04               | 05               | 1906              | 08                | 09                | Jan 10     | Dec 10          | 11              | 13              | 15              | 16              | 18              |
| ------------------------------------- | ------------ | ------------ | ------------------ | ------------------ | ------------------ | ------------------ | ------------------ | ------------------ | ------------ | ------------ | ---------------- | ---------------- | ---------------- | ---------------- | ---------------- | ---------------- | ---------------- | ---------------- | ----------------- | ----------------- | ----------------- | ---------- | --------------- | --------------- | --------------- | --------------- | --------------- | --------------- |
| Paisley                               | Barbour      | Barbour      | Barbour            | Barbour            | Barbour            | Barbour            | Barbour            | Dunn               | Dunn         | Dunn         | Dunn             | Dunn             | Dunn             | Dunn             | Dunn             | Dunn             | Dunn             | Dunn             | McCallum          | McCallum          | McCallum          | McCallum   | McCallum        | McCallum        | McCallum        | McCallum        | McCallum        | McCallum        |
| Lanarkshire Mid                       | Mason        | Mason        | Mason              | Mason              | Philipps           | Philipps           | Philipps           | Philipps           | Philipps     | Caldwell     | Caldwell         | Caldwell         | Caldwell         | Caldwell         | Caldwell         | Caldwell         | Caldwell         | Caldwell         | Caldwell          | Caldwell          | Caldwell          | Whitehouse | Whitehouse      | Whitehouse      | Whitehouse      | Whitehouse      | Whitehouse      | Whitehouse      |
| Lanarkshire North East                | Crawford     | Crawford     | Crawford           | Crawford           | Crawford           | Crawford           | Crawford           | Crawford           | Crawford     | Crawford     | Colville         | Colville         | Colville         | Colville         | Rattigan         | Rattigan         | Findlay          | Findlay          | Findlay           | Findlay           | Findlay           | Wilson     | Wilson          | Millar          | Millar          | Millar          | Millar          | Millar          |
| Glasgow Blackfriars and Hutchesontown | Henry        | →            | Provand            | Provand            | Provand            | Provand            | Provand            | Provand            | Provand      | Provand      | Provand          | Provand          | Provand          | Bonar Law        | Bonar Law        | Bonar Law        | Bonar Law        | Bonar Law        | Barnes            | Barnes            | Barnes            | Barnes     | Barnes          | Barnes          | Barnes          | Barnes          | Barnes          | →               |
| Glasgow Bridgeton                     | Russell      | Russell      | Russell            | Trevelyan          | Trevelyan          | Trevelyan          | Trevelyan          | Trevelyan          | Trevelyan    | Trevelyan    | Trevelyan        | Cameron          | Cameron          | Dickson          | Dickson          | Dickson          | Dickson          | Dickson          | Cleland           | Cleland           | Cleland           | Cleland    | MacCallum Scott | MacCallum Scott | MacCallum Scott | MacCallum Scott | MacCallum Scott | MacCallum Scott |
| Glasgow College                       | Cameron      | Cameron      | Cameron            | Cameron            | Cameron            | Cameron            | Cameron            | Cameron            | Cameron      | Cameron      | Stirling-Maxwell | Stirling-Maxwell | Stirling-Maxwell | Stirling-Maxwell | Stirling-Maxwell | Stirling-Maxwell | Stirling-Maxwell | Stirling-Maxwell | Watt              | Watt              | Watt              | Watt       | Watt            | Watt            | Watt            | Watt            | Watt            | Watt            |
| Govan                                 | Pearce       | Pearce       | Pearce             | Pearce             | Pearce             | Wilson             | Wilson             | Wilson             | Wilson       | Wilson       | Wilson           | Wilson           | Wilson           | Craig            | Craig            | Craig            | Craig            | Craig            | Duncan            | Duncan            | Duncan            | Hunter     | Hunter          | Holmes          | Holmes          | Holmes          | Holmes          | Holmes          |
| Lanarkshire North West                | Baird        | Baird        | Cunninghame-Graham | Cunninghame-Graham | Cunninghame-Graham | Cunninghame-Graham | Cunninghame-Graham | Cunninghame-Graham | Whitelaw     | Whitelaw     | Holburn          | Holburn          | Douglas          | Douglas          | Douglas          | Douglas          | Douglas          | Douglas          | Mitchell-Thompson | Mitchell-Thompson | Mitchell-Thompson | Pringle    | Pringle         | Pringle         | Pringle         | Pringle         | Pringle         | Pringle         |
| Ayrshire South                        | Wason        | Wason        | Vernon             | Vernon             | Vernon             | Vernon             | Vernon             | Vernon             | Wason        | Wason        | Arrol            | Arrol            | Arrol            | Arrol            | Arrol            | Arrol            | Arrol            | Arrol            | Beale             | Beale             | Beale             | Beale      | Beale           | Beale           | Beale           | Beale           | Beale           | Beale           |
| Kilmarnock Burghs                     | Sturrock     | Sturrock     | Williamson         | Williamson         | Williamson         | Williamson         | Williamson         | Williamson         | Williamson   | Williamson   | Denny            | Denny            | Denny            | Denny            | Denny            | Denny            | Denny            | Denny            | Rainy             | Rainy             | Rainy             | Rainy      | Rainy           | Gladstone       | Gladstone       | Shaw            | Shaw            | Shaw            |
| Glasgow St. Rollox                    | McCulloch    | McCulloch    | Caldwell           | Caldwell           | Caldwell           | Caldwell           | Caldwell           | Caldwell           | Carmichael   | Carmichael   | Begg             | Begg             | Begg             | Wilson           | Wilson           | Wilson           | Wilson           | Wilson           | Wood              | Wood              | Wood              | Wood       | Wood            | Wood            | Wood            | Wood            | Wood            | Wood            |
| Argyllshire                           | Macfarlane*  | Macfarlane*  | Malcolm            | Malcolm            | Malcolm            | Malcolm            | Malcolm            | Malcolm            | Macfarlane   | Macfarlane   | Nicol            | Nicol            | Nicol            | Nicol            | Nicol            | Ainsworth        | Ainsworth        | Ainsworth        | Ainsworth         | Ainsworth         | Ainsworth         | Ainsworth  | Ainsworth       | Ainsworth       | Ainsworth       | Ainsworth       | Ainsworth       | Ainsworth       |
| Greenock                              | Sutherland   | →            | →                  | →                  | →                  | →                  | →                  | →                  | →            | →            | →                | →                | →                | Reid             | Reid             | Reid             | Reid             | Reid             | Stewart           | Stewart           | Stewart           | Collins    | Collins         | Collins         | Collins         | Collins         | Collins         | Collins         |
| Dunbartonshire                        | A. Orr-Ewing | A. Orr-Ewing | A. Orr-Ewing       | A. Orr-Ewing       | A. Orr-Ewing       | A. Orr-Ewing       | A. Orr-Ewing       | A. Orr-Ewing       | Sinclair     | Sinclair     | Wylie            | Wylie            | Wylie            | Wylie            | Wylie            | Wylie            | Wylie            | Wylie            | White             | White             | White             | White      | Allen           | Allen           | Allen           | Allen           | Allen           | Allen           |
| Lanarkshire South                     | Hamilton     | Hamilton     | Hozier             | Hozier             | Hozier             | Hozier             | Hozier             | Hozier             | Hozier       | Hozier       | Hozier           | Hozier           | Hozier           | Hozier           | Hozier           | Hozier           | Hozier           | Hozier           | Menzies           | Menzies           | Menzies           | Menzies    | Menzies         | Menzies         | Watson          | Watson          | Watson          | Watson          |
| Partick                               | Sellar       | →            | →                  | →                  | →                  | →                  | Smith              | Smith              | Smith        | Smith        | Smith            | Smith            | Smith            | Smith            | Smith            | Smith            | Smith            | Smith            | Balfour           | Balfour           | Balfour           | Balfour    | Balfour         | Balfour         | Balfour         | Balfour         | Balfour         | Balfour         |
| Renfrewshire West                     | Campbell     | Campbell     | Campbell           | Campbell           | Campbell           | Campbell           | Campbell           | Campbell           | Renshaw      | Renshaw      | Renshaw          | Renshaw          | Renshaw          | Renshaw          | Renshaw          | Renshaw          | Renshaw          | Renshaw          | Glen-Coats        | Glen-Coats        | Glen-Coats        | Greig      | Greig           | Greig           | Greig           | Greig           | Greig           | Greig           |
| Glasgow Tradeston                     | Corbett      | →            | →                  | →                  | →                  | →                  | →                  | →                  | →            | →            | →                | →                | →                | →                | →                | →                | →                | →                | →                 | →                 | →                 | →          | →               | White           | White           | White           | White           | White           |
| Ayr Burghs                            | Campbell     | Campbell     | Campbell           | Campbell           | Sinclair           | Sinclair           | Somervell          | Somervell          | Birkmyre     | Birkmyre     | C. Orr-Ewing     | C. Orr-Ewing     | C. Orr-Ewing     | C. Orr-Ewing     | C. Orr-Ewing     | C. Orr-Ewing     | Dobbie           | Dobbie           | Younger           | Younger           | Younger           | Younger    | Younger         | Younger         | Younger         | Younger         | Younger         | Younger         |
| Ayrshire North                        | Elliot       | →            | →                  | →                  | →                  | →                  | →                  | →                  | Cochrane     | Cochrane     | Cochrane         | Cochrane         | Cochrane         | Cochrane         | Cochrane         | Cochrane         | Cochrane         | Cochrane         | Cochrane          | Cochrane          | Cochrane          | Anderson   | Anderson        | Campbell        | Campbell        | Campbell        | Hunter-Weston   | Hunter-Weston   |
| Glasgow Camlachie                     | Watt         | Watt         | Watt               | Watt               | Watt               | Watt               | Watt               | Watt               | Cross        | Cross        | Cross            | Cross            | Cross            | Cross            | Cross            | Cross            | Cross            | Cross            | Cross             | →                 | →                 | Mackinder  | Mackinder       | Mackinder       | Mackinder       | Mackinder       | Mackinder       | Mackinder       |
| Renfrewshire East                     | Finlayson    | Finlayson    | Shaw-Stewart       | Shaw-Stewart       | Shaw-Stewart       | Shaw-Stewart       | Shaw-Stewart       | Shaw-Stewart       | Shaw-Stewart | Shaw-Stewart | Shaw-Stewart     | Shaw-Stewart     | Shaw-Stewart     | Shaw-Stewart     | Shaw-Stewart     | Shaw-Stewart     | Shaw-Stewart     | Shaw-Stewart     | Laidlaw           | Laidlaw           | Laidlaw           | Gilmour    | Gilmour         | Gilmour         | Gilmour         | Gilmour         | Gilmour         | Gilmour         |
| Glasgow Central                       | Beith        | Beith        | Baird              | Baird              | Baird              | Baird              | Baird              | Baird              | Baird        | Baird        | Baird            | Baird            | Baird            | Baird            | Baird            | Baird            | Baird            | Baird            | Torrance          | Torrance          | Dickson           | Dickson    | Dickson         | Dickson         | Dickson         | McLeod          | McLeod          | McLeod          |
| Buteshire                             | Robertson    | Robertson    | Robertson          | Robertson          | Robertson          | Robertson          | Robertson          | Murray             | Murray       | Murray       | Murray           | Murray           | Murray           | Murray           | Murray           | Murray           | Murray           | Lamont           | Lamont            | Lamont            | Lamont            | Hope       | Hope            | Hope            | Hope            | Hope            | Hope            | Hope            |

#### 1918 à 1950
- Coalition Labour
- Coalition Libéral (1918-22) / National Libéral (1922-23)
- Communiste
- Conservateur
- Indépendant Travailliste
- Independent Labour Party
- Travailliste
- Libéral
- National Indépendant
- National Labour
- National Libéral (1931-68)
- New Party
- Scottish National Party

| Circonscription     | 1918             | 19               | 20               | 1922          | 1923          | 24            | 1924          | 25            | 26            | 29            | 1929          | 29            | 30               | 31               | 1931                  | 32                    | 33                    | 1935                  | 36                    | 37                    | 39                    | 40                    | 41                    | 42                    | 43                    | 45                    | 1945       | 46         | 47         | 48         |
| ------------------- | ---------------- | ---------------- | ---------------- | ------------- | ------------- | ------------- | ------------- | ------------- | ------------- | ------------- | ------------- | ------------- | ---------------- | ---------------- | --------------------- | --------------------- | --------------------- | --------------------- | --------------------- | --------------------- | --------------------- | --------------------- | --------------------- | --------------------- | --------------------- | --------------------- | ---------- | ---------- | ---------- | ---------- |
| Ayr Burghs          | Younger          | Younger          | Younger          | Baird         | Baird         | Baird         | Baird         | Moore         | Moore         | Moore         | Moore         | Moore         | Moore            | Moore            | Moore                 | Moore                 | Moore                 | Moore                 | Moore                 | Moore                 | Moore                 | Moore                 | Moore                 | Moore                 | Moore                 | Moore                 | Moore      | Moore      | Moore      | Moore      |
| Ayrshire N & Bute   | Hunter-Weston    | Hunter-Weston    | Hunter-Weston    | Hunter-Weston | Hunter-Weston | Hunter-Weston | Hunter-Weston | Hunter-Weston | Hunter-Weston | Hunter-Weston | Hunter-Weston | Hunter-Weston | Hunter-Weston    | Hunter-Weston    | Hunter-Weston         | Hunter-Weston         | Hunter-Weston         | MacAndrew             | MacAndrew             | MacAndrew             | MacAndrew             | MacAndrew             | MacAndrew             | MacAndrew             | MacAndrew             | MacAndrew             | MacAndrew  | MacAndrew  | MacAndrew  | MacAndrew  |
| Glasgow Central     | Bonar Law        | Bonar Law        | Bonar Law        | Bonar Law     | Alexander     | Alexander     | Alexander     | Alexander     | Alexander     | Alexander     | Alexander     | Alexander     | Alexander        | Alexander        | Alexander             | Alexander             | Alexander             | Alexander             | Alexander             | Alexander             | Alexander             | Alexander             | Alexander             | Alexander             | Alexander             | Alexander             | Hutchison  | Hutchison  | Hutchison  | Hutchison  |
| Glasgow Hillhead    | Horne            | Horne            | Horne            | Horne         | Horne         | Horne         | Horne         | Horne         | Horne         | Horne         | Horne         | Horne         | Horne            | Horne            | Horne                 | Horne                 | Horne                 | Horne                 | Horne                 | Reid                  | Reid                  | Reid                  | Reid                  | Reid                  | Reid                  | Reid                  | Reid       | Reid       | Reid       | Galbraith  |
| Glasgow Pollok      | Gilmour          | Gilmour          | Gilmour          | Gilmour       | Gilmour       | Gilmour       | Gilmour       | Gilmour       | Gilmour       | Gilmour       | Gilmour       | Gilmour       | Gilmour          | Gilmour          | Gilmour               | Gilmour               | Gilmour               | Gilmour               | Gilmour               | Gilmour               | Gilmour               | Galbraith             | Galbraith             | Galbraith             | Galbraith             | Galbraith             | Galbraith  | Galbraith  | Galbraith  | Galbraith  |
| Glasgow Kelvingrove | MacLeod          | MacLeod          | MacLeod          | Hutchison     | Hutchison     | Elliot        | Elliot        | Elliot        | Elliot        | Elliot        | Elliot        | Elliot        | Elliot           | Elliot           | Elliot                | Elliot                | Elliot                | Elliot                | Elliot                | Elliot                | Elliot                | Elliot                | Elliot                | Elliot                | Elliot                | Elliot                | Williams   | Williams   | Williams   | Williams   |
| Glasgow Cathcart    | Pratt            | Pratt            | Pratt            | Hay           | MacDonald     | MacDonald     | MacDonald     | MacDonald     | MacDonald     | MacDonald     | Train         | Train         | Train            | Train            | Train                 | Train                 | Train                 | Train                 | Train                 | Train                 | Train                 | Train                 | Train                 | Beattie               | Beattie               | Beattie               | Beattie    | Henderson  | Henderson  | Henderson  |
| Argyll              | Sutherland       | Sutherland       | Sutherland       | Sutherland    | →             | →             | Macquisten    | Macquisten    | Macquisten    | Macquisten    | Macquisten    | Macquisten    | Macquisten       | Macquisten       | Macquisten            | Macquisten            | Macquisten            | Macquisten            | Macquisten            | Macquisten            | Macquisten            | McCallum              | McCallum              | McCallum              | McCallum              | McCallum              | McCallum   | McCallum   | McCallum   | McCallum   |
| Renfrewshire E      | Johnstone        | Johnstone        | Johnstone        | Nichol        | Nichol        | Nichol        | MacRobert     | MacRobert     | MacRobert     | MacRobert     | MacRobert     | MacRobert     | Douglas-Hamilton | Douglas-Hamilton | Douglas-Hamilton      | Douglas-Hamilton      | Douglas-Hamilton      | Douglas-Hamilton      | Douglas-Hamilton      | Douglas-Hamilton      | Douglas-Hamilton      | Lloyd                 | Lloyd                 | Lloyd                 | Lloyd                 | Lloyd                 | Lloyd      | Lloyd      | Lloyd      | Lloyd      |
| Dunbartonshire      | Raeburn          | Raeburn          | Raeburn          | Raeburn       | Martin        | Martin        | Fleming       | Fleming       | Thom          | Thom          | Brooke        | Brooke        | Brooke           | Brooke           | Thom                  | Cochrane              | Cochrane              | Cochrane              | Cassells              | Cassells              | Cassells              | Cassells              | McKinlay              | McKinlay              | McKinlay              | McKinlay              | McKinlay   | McKinlay   | McKinlay   | McKinlay   |
| Lanark              | Elliot           | Elliot           | Elliot           | Elliot        | Dickson       | Dickson       | Mitchell      | Mitchell      | Mitchell      | Mitchell      | Dickson       | Dickson       | Dickson          | Dickson          | Douglas-Home          | Douglas-Home          | Douglas-Home          | Douglas-Home          | Douglas-Home          | Douglas-Home          | Douglas-Home          | Douglas-Home          | Douglas-Home          | Douglas-Home          | Douglas-Home          | Douglas-Home          | Steele     | Steele     | Steele     | Steele     |
| Glasgow Partick     | Balfour          | Balfour          | Balfour          | Collie        | Young         | Young         | Broun-Lindsay | Broun-Lindsay | Broun-Lindsay | Broun-Lindsay | McKinlay      | McKinlay      | McKinlay         | McKinlay         | MacAndrew             | MacAndrew             | MacAndrew             | Young                 | Young                 | Young                 | Young                 | Young                 | Young                 | Young                 | Young                 | Young                 | Young      | Young      | Young      | Young      |
| Lanarkshire N       | McLaren          | McLaren          | McLaren          | Sullivan      | Sullivan      | Sullivan      | Sprot         | Sprot         | Sprot         | Lee           | Lee           | Lee           | Lee              | Lee              | Anstruther-Gray       | Anstruther-Gray       | Anstruther-Gray       | Anstruther-Gray       | Anstruther-Gray       | Anstruther-Gray       | Anstruther-Gray       | Anstruther-Gray       | Anstruther-Gray       | Anstruther-Gray       | Anstruther-Gray       | Anstruther-Gray       | Herbison   | Herbison   | Herbison   | Herbison   |
| Renfrewshire W      | Greig            | Greig            | Greig            | Murray        | Murray        | Murray        | Shaw          | Shaw          | Shaw          | Shaw          | Forgan        | Forgan        | Forgan           | →                | Scrymgeour-Wedderburn | Scrymgeour-Wedderburn | Scrymgeour-Wedderburn | Scrymgeour-Wedderburn | Scrymgeour-Wedderburn | Scrymgeour-Wedderburn | Scrymgeour-Wedderburn | Scrymgeour-Wedderburn | Scrymgeour-Wedderburn | Scrymgeour-Wedderburn | Scrymgeour-Wedderburn | Scrymgeour-Wedderburn | Scollan    | Scollan    | Scollan    | Scollan    |
| Glasgow Maryhill    | Mitchell-Thomson | Mitchell-Thomson | Mitchell-Thomson | Muir          | Muir          | Muir          | Couper        | Couper        | Couper        | Couper        | Clarke        | Clarke        | Clarke           | Clarke           | Jamieson              | Jamieson              | Jamieson              | Davidson              | Davidson              | Davidson              | Davidson              | Davidson              | Davidson              | Davidson              | Davidson              | Davidson              | Hannan     | Hannan     | Hannan     | Hannan     |
| Motherwell          | Nelson           | Nelson           | Nelson           | Newbold       | Ferguson      | Ferguson      | Barr          | Barr          | Barr          | Barr          | Barr          | Barr          | Barr             | Barr             | Ormiston              | Ormiston              | Ormiston              | Walker                | Walker                | Walker                | Walker                | Walker                | Walker                | Walker                | Walker                | McIntyre              | Anderson   | Anderson   | Anderson   | Anderson   |
| Greenock            | Collins          | →                | →                | →             | →             | →             | →             | →             | →             | →             | →             | →             | →                | →                | →                     | →                     | →                     | →                     | Gibson                | Gibson                | Gibson                | Gibson                | McNeil                | McNeil                | McNeil                | McNeil                | McNeil     | McNeil     | McNeil     | McNeil     |
| Glasgow Camlachie   | Mackinder        | Mackinder        | Mackinder        | Stephen?      | Stephen?      | Stephen?      | Stephen?      | Stephen?      | Stephen?      | Stephen?      | Stephen?      | Stephen?      | Stephen?         | Stephen?         | Stevenson             | Stevenson             | Stevenson             | Stephen               | Stephen               | Stephen               | Stephen               | Stephen               | Stephen               | Stephen               | Stephen               | Stephen               | Stephen    | Stephen    | →          | McFarlane  |
| Bothwell            | MacDonald        | Robertson        | Robertson        | Robertson     | Robertson     | Robertson     | Robertson     | Robertson     | Sullivan      | Sullivan      | Sullivan      | Sullivan      | Sullivan         | Sullivan         | Shaw                  | Shaw                  | Shaw                  | Welsh                 | Welsh                 | Welsh                 | Welsh                 | Welsh                 | Welsh                 | Welsh                 | Welsh                 | Welsh                 | Timmons    | Timmons    | Timmons    | Timmons    |
| Coatbridge          | Buchanan         | Buchanan         | Buchanan         | Welsh         | Welsh         | Welsh         | Welsh         | Welsh         | Welsh         | Welsh         | Welsh         | Welsh         | Welsh            | Welsh            | Templeton             | Templeton             | Templeton             | Barr                  | Barr                  | Barr                  | Barr                  | Barr                  | Barr                  | Barr                  | Barr                  | Barr                  | Mann       | Mann       | Mann       | Mann       |
| Glasgow Springburn  | Macquisten       | Macquisten       | Macquisten       | G. Hardie     | G. Hardie     | G. Hardie     | G. Hardie     | G. Hardie     | G. Hardie     | G. Hardie     | G. Hardie     | G. Hardie     | G. Hardie        | G. Hardie        | Emmott                | Emmott                | Emmott                | G. Hardie             | G. Hardie             | A. Hardie             | A. Hardie             | A. Hardie             | A. Hardie             | A. Hardie             | A. Hardie             | A. Hardie             | Forman     | Forman     | Forman     | Forman     |
| Kilmarnock          | Shaw             | Shaw             | Shaw             | Shaw          | Climie        | Climie        | MacAndrew     | MacAndrew     | MacAndrew     | MacAndrew     | Climie        | Aitchison     | Aitchison        | →                | →                     | →                     | Lindsay               | Lindsay               | Lindsay               | Lindsay               | Lindsay               | Lindsay               | Lindsay               | Lindsay               | →                     | →                     | Shaw       | Ross       | Ross       | Ross       |
| Rutherglen          | Rodger           | Rodger           | Rodger           | Wright        | Wright        | Wright        | Wright        | Wright        | Wright        | Wright        | Wright        | Wright        | Wright           | Hardie           | Moss                  | Moss                  | Moss                  | Chapman               | Chapman               | Chapman               | Chapman               | Chapman               | Chapman               | Chapman               | Chapman               | Chapman               | McAllister | McAllister | McAllister | McAllister |
| Glasgow Tradeston   | V. Henderson     | V. Henderson     | V. Henderson     | T. Henderson  | T. Henderson  | T. Henderson  | T. Henderson  | T. Henderson  | T. Henderson  | T. Henderson  | T. Henderson  | T. Henderson  | T. Henderson     | T. Henderson     | McLean                | McLean                | McLean                | Henderson             | Henderson             | Henderson             | Henderson             | Henderson             | Henderson             | Henderson             | Henderson             | Henderson             | Rankin     | Rankin     | Rankin     | Rankin     |
| Ayrshire South      | Brown            | Brown            | Brown            | Brown         | Brown         | Brown         | Brown         | Brown         | Brown         | Brown         | Brown         | Brown         | Brown            | Brown            | MacAndrew             | MacAndrew             | MacAndrew             | Brown                 | Brown                 | Brown                 | Sloan                 | Sloan                 | Sloan                 | Sloan                 | Sloan                 | Sloan                 | Sloan      | Hughes     | Hughes     | Hughes     |
| Glasgow St. Rollox  | Oliphant-Murray  | Oliphant-Murray  | Oliphant-Murray  | Stewart       | Stewart       | Stewart       | Stewart       | Stewart       | Stewart       | Stewart       | Stewart       | Stewart       | Stewart          | Leonard          | Leonard               | Leonard               | Leonard               | Leonard               | Leonard               | Leonard               | Leonard               | Leonard               | Leonard               | Leonard               | Leonard               | Leonard               | Leonard    | Leonard    | Leonard    | Leonard    |
| Glasgow Shettleston | Adair            | Adair            | Adair            | Wheatley      | Wheatley      | Wheatley      | Wheatley      | Wheatley      | Wheatley      | Wheatley      | Wheatley      | Wheatley      | McGovern         | McGovern         | →                     | →                     | →                     | →                     | →                     | →                     | →                     | →                     | →                     | →                     | →                     | →                     | →          | →          | →          | →          |
| Paisley             | McCallum         | McCallum         | Asquith          | Asquith       | Asquith       | Asquith       | Mitchell      | Mitchell      | Mitchell      | Mitchell      | Welsh         | Welsh         | Welsh            | Welsh            | Maclay                | Maclay                | Maclay                | Maclay                | Maclay                | Maclay                | Maclay                | Maclay                | Maclay                | Maclay                | Maclay                | Maclay                | Baldwin    | Baldwin    | Baldwin    | Johnston   |
| Dumbarton Burghs    | Taylor           | Taylor           | Taylor           | Kirkwood      | Kirkwood      | Kirkwood      | Kirkwood      | Kirkwood      | Kirkwood      | Kirkwood      | Kirkwood      | Kirkwood      | Kirkwood         | Kirkwood         | →                     | →                     | →                     | →                     | →                     | →                     | →                     | →                     | →                     | →                     | →                     | →                     | →          | →          | →          | →          |
| Glasgow Bridgeton   | Scott            | Scott            | Scott            | Maxton        | Maxton        | Maxton        | Maxton        | Maxton        | Maxton        | Maxton        | Maxton        | Maxton        | Maxton           | Maxton           | →                     | →                     | →                     | →                     | →                     | →                     | →                     | →                     | →                     | →                     | →                     | →                     | →          | Carmichael | →          | →          |
| Glasgow Gorbals     | Barnes           | Barnes           | Barnes           | Buchanan      | Buchanan      | Buchanan      | Buchanan      | Buchanan      | Buchanan      | Buchanan      | Buchanan      | Buchanan      | Buchanan         | Buchanan         | →                     | →                     | →                     | →                     | →                     | →                     | →                     | →                     | →                     | →                     | →                     | →                     | →          | →          | →          | Cullen     |
| Glasgow Govan       | Maclean          | Maclean          | Maclean          | Maclean       | Maclean       | Maclean       | Maclean       | Maclean       | Maclean       | Maclean       | →             | →             | →                | →                | →                     | →                     | →                     | →                     | →                     | →                     | →                     | →                     | →                     | →                     | →                     | →                     | →          | →          | →          | →          |
| Hamilton            | Graham           | Graham           | Graham           | Graham        | Graham        | Graham        | Graham        | Graham        | Graham        | Graham        | Graham        | Graham        | Graham           | Graham           | Graham                | Graham                | Graham                | Graham                | Graham                | Graham                | Graham                | Graham                | Graham                | Graham                | Fraser                | Fraser                | Fraser     | Fraser     | Fraser     | Fraser     |
| Circonscription     | 1918             | 19               | 20               | 1922          | 1923          | 24            | 1924          | 25            | 26            | 29            | 1929          | 29            | 30               | 31               | 1931                  | 32                    | 33                    | 1935                  | 36                    | 37                    | 39                    | 40                    | 41                    | 42                    | 43                    | 45                    | 1945       | 46         | 47         | 48         |

#### 1950 à 1974 (35 circonscriptions)
- Conservateur
- Travailliste
- National Libéral (1931-68)
- Scottish National Party

| Circonscription                | 1950         | 50           | 1951          | 54            | 1955          | 55            | 58            | 1959          | 61            | 62            | 64           | 1964         | 1966         | 67           | 69           | 70           | 1970         | 73           |
| ------------------------------ | ------------ | ------------ | ------------- | ------------- | ------------- | ------------- | ------------- | ------------- | ------------- | ------------- | ------------ | ------------ | ------------ | ------------ | ------------ | ------------ | ------------ | ------------ |
| Glasgow Craigton               |              |              |               |               | Browne        | Browne        | Browne        | Millan        | Millan        | Millan        | Millan       | Millan       | Millan       | Millan       | Millan       | Millan       | Millan       | Millan       |
| Argyll                         | McCallum     | McCallum     | McCallum      | McCallum      | McCallum      | McCallum      | Noble         | Noble         | Noble         | Noble         | Noble        | Noble        | Noble        | Noble        | Noble        | Noble        | Noble        | Noble        |
| Ayr                            | Moore        | Moore        | Moore         | Moore         | Moore         | Moore         | Moore         | Moore         | Moore         | Moore         | Moore        | Younger      | Younger      | Younger      | Younger      | Younger      | Younger      | Younger      |
| Ayrshire Central               | Manuel       | Manuel       | Manuel        | Manuel        | Spencer-Nairn | Spencer-Nairn | Spencer-Nairn | Manuel        | Manuel        | Manuel        | Manuel       | Manuel       | Manuel       | Manuel       | Manuel       | Manuel       | Lambie       | Lambie       |
| Ayrshire North and Bute        | MacAndrew    | MacAndrew    | MacAndrew     | MacAndrew     | MacAndrew     | MacAndrew     | MacAndrew     | Maclean       | Maclean       | Maclean       | Maclean      | Maclean      | Maclean      | Maclean      | Maclean      | Maclean      | Maclean      | Maclean      |
| Ayrshire South                 | Hughes       | Hughes       | Hughes        | Hughes        | Hughes        | Hughes        | Hughes        | Hughes        | Hughes        | Hughes        | Hughes       | Hughes       | Hughes       | Hughes       | Hughes       | Sillars      | Sillars      | Sillars      |
| Bothwell                       | Timmons      | Timmons      | Timmons       | Timmons       | Timmons       | Timmons       | Timmons       | Timmons       | Timmons       | Timmons       | Timmons      | Hamilton     | Hamilton     | Hamilton     | Hamilton     | Hamilton     | Hamilton     | Hamilton     |
| Coatbridge and Airdrie         | Mann         | Mann         | Mann          | Mann          | Mann          | Mann          | Mann          | Dempsey       | Dempsey       | Dempsey       | Dempsey      | Dempsey      | Dempsey      | Dempsey      | Dempsey      | Dempsey      | Dempsey      | Dempsey      |
| Dunbartonshire East            | Kirkwood     | Kirkwood     | Bence         | Bence         | Bence         | Bence         | Bence         | Bence         | Bence         | Bence         | Bence        | Bence        | Bence        | Bence        | Bence        | Bence        | McCartney    | McCartney    |
| Dunbartonshire West            | McKinlay     | Steele       | Steele        | Steele        | Steele        | Steele        | Steele        | Steele        | Steele        | Steele        | Steele       | Steele       | Steele       | Steele       | Steele       | Steele       | Campbell     | Campbell     |
| Glasgow Bridgeton              | Carmichael   | Carmichael   | Carmichael    | Carmichael    | Carmichael    | Carmichael    | Carmichael    | Carmichael    | Bennett       | Bennett       | Bennett      | Bennett      | Bennett      | Bennett      | Bennett      | Bennett      | Bennett      | Bennett      |
| G. Camlachie / G. Provan ('55) | Reid         | Reid         | Reid          | Reid          | Reid          | Reid          | Reid          | Reid          | Reid          | Reid          | Reid         | Brown        | Brown        | Brown        | Brown        | Brown        | Brown        | Brown        |
| Glasgow Cathcart               | Henderson    | Henderson    | Henderson     | Henderson     | Henderson     | Henderson     | Henderson     | Henderson     | Henderson     | Henderson     | Henderson    | Taylor       | Taylor       | Taylor       | Taylor       | Taylor       | Taylor       | Taylor       |
| Glasgow Central                | McInnes      | McInnes      | McInnes       | McInnes       | McInnes       | McInnes       | McInnes       | McInnes       | McInnes       | McInnes       | McInnes      | McInnes      | McMillan     | McMillan     | McMillan     | McMillan     | McMillan     | McMillan     |
| Glasgow Gorbals                | Cullen       | Cullen       | Cullen        | Cullen        | Cullen        | Cullen        | Cullen        | Cullen        | Cullen        | Cullen        | Cullen       | Cullen       | Cullen       | Cullen       | F. McElhone  | F. McElhone  | F. McElhone  | F. McElhone  |
| Glasgow Govan                  | Browne       | Browne       | Browne        | Browne        | Rankin        | Rankin        | Rankin        | Rankin        | Rankin        | Rankin        | Rankin       | Rankin       | Rankin       | Rankin       | Rankin       | Rankin       | Rankin       | MacDonald    |
| Glasgow Hillhead               | Galbraith    | Galbraith    | Galbraith     | Galbraith     | Galbraith     | Galbraith     | Galbraith     | Galbraith     | Galbraith     | Galbraith     | Galbraith    | Galbraith    | Galbraith    | Galbraith    | Galbraith    | Galbraith    | Galbraith    | Galbraith    |
| Glasgow Kelvingrove            | Elliot       | Elliot       | Elliot        | Elliot        | Elliot        | Elliot        | McAlister     | Lilley        | Lilley        | Lilley        | Lilley       | Miller       | Miller       | Miller       | Miller       | Miller       | Miller       | Miller       |
| Glasgow Maryhill               | Hannan       | Hannan       | Hannan        | Hannan        | Hannan        | Hannan        | Hannan        | Hannan        | Hannan        | Hannan        | Hannan       | Hannan       | Hannan       | Hannan       | Hannan       | Hannan       | Hannan       | Hannan       |
| Glasgow Pollok                 | Galbraith    | Galbraith    | Galbraith     | Galbraith     | George        | George        | George        | George        | George        | George        | George       | Garrow       | Garrow       | Wright       | Wright       | Wright       | White        | White        |
| Glasgow Scotstoun              | Young        | Hutchison    | Hutchison     | Hutchison     | Hutchison     | Hutchison     | Hutchison     | Small         | Small         | Small         | Small        | Small        | Small        | Small        | Small        | Small        | Small        | Small        |
| Glasgow Shettleston            | McGovern     | McGovern     | McGovern      | McGovern      | McGovern      | McGovern      | McGovern      | Galpern       | Galpern       | Galpern       | Galpern      | Galpern      | Galpern      | Galpern      | Galpern      | Galpern      | Galpern      | Galpern      |
| Glasgow Springburn             | Forman       | Forman       | Forman        | Forman        | Forman        | Forman        | Forman        | Forman        | Forman        | Forman        | Forman       | Buchanan     | Buchanan     | Buchanan     | Buchanan     | Buchanan     | Buchanan     | Buchanan     |
| Glasgow Woodside               | Bennett      | Bennett      | Bennett       | Bennett       | Grant         | Grant         | Grant         | Grant         | Grant         | Carmichael    | Carmichael   | Carmichael   | Carmichael   | Carmichael   | Carmichael   | Carmichael   | Carmichael   | Carmichael   |
| Greenock                       | McNeil       | McNeil       | McNeil        | McNeil        | McNeil        | Mabon         | Mabon         | Mabon         | Mabon         | Mabon         | Mabon        | Mabon        | Mabon        | Mabon        | Mabon        | Mabon        | Mabon        | Mabon        |
| Hamilton                       | Fraser       | Fraser       | Fraser        | Fraser        | Fraser        | Fraser        | Fraser        | Fraser        | Fraser        | Fraser        | Fraser       | Fraser       | Fraser       | Ewing        | Ewing        | Ewing        | Wilson       | Wilson       |
| Kilmarnock                     | Ross         | Ross         | Ross          | Ross          | Ross          | Ross          | Ross          | Ross          | Ross          | Ross          | Ross         | Ross         | Ross         | Ross         | Ross         | Ross         | Ross         | Ross         |
| Lanark                         | Douglas-Home | Douglas-Home | Maitland      | Maitland      | Maitland      | Maitland      | Maitland      | Hart          | Hart          | Hart          | Hart         | Hart         | Hart         | Hart         | Hart         | Hart         | Hart         | Hart         |
| Lanarkshire North              | Herbison     | Herbison     | Herbison      | Herbison      | Herbison      | Herbison      | Herbison      | Herbison      | Herbison      | Herbison      | Herbison     | Herbison     | Herbison     | Herbison     | Herbison     | Herbison     | Smith        | Smith        |
| Motherwell                     | Anderson     | Anderson     | Anderson      | Lawson        | Lawson        | Lawson        | Lawson        | Lawson        | Lawson        | Lawson        | Lawson       | Lawson       | Lawson       | Lawson       | Lawson       | Lawson       | Lawson       | Lawson       |
| Paisley                        | Johnston     | Johnston     | Johnston      | Johnston      | Johnston      | Johnston      | Johnston      | Johnston      | J. Robertson  | J. Robertson  | J. Robertson | J. Robertson | J. Robertson | J. Robertson | J. Robertson | J. Robertson | J. Robertson | J. Robertson |
| Renfrewshire East              | Lloyd        | Lloyd        | Lloyd         | Lloyd         | Lloyd         | Lloyd         | Lloyd         | Anderson      | Anderson      | Anderson      | Anderson     | Anderson     | Anderson     | Anderson     | Anderson     | Anderson     | Anderson     | Anderson     |
| Renfrewshire West              | Maclay       | Maclay       | Maclay        | Maclay        | Maclay        | Maclay        | Maclay        | Maclay        | Maclay        | Maclay        | Maclay       | Buchan       | Buchan       | Buchan       | Buchan       | Buchan       | Buchan       | Buchan       |
| Rutherglen                     | McAllister   | McAllister   | Brooman-White | Brooman-White | Brooman-White | Brooman-White | Brooman-White | Brooman-White | Brooman-White | Brooman-White | Mackenzie    | Mackenzie    | Mackenzie    | Mackenzie    | Mackenzie    | Mackenzie    | Mackenzie    | Mackenzie    |
| Glasgow Tradeston              | Rankin       | Rankin       | Rankin        | Rankin        |               |               |               |               |               |               |              |              |              |              |              |              |              |              |
| Circonscription                | 1950         | 50           | 1951          | 54            | 1955          | 55            | 58            | 1959          | 61            | 62            | 64           | 1964         | 1966         | 67           | 69           | 70           | 1970         | 73           |

#### 1974 à 1983 (34 circonscriptions)
- Conservateur
- Travailliste
- Travailliste écossais
- Scottish National Party
- Social Démocrate

| Circonscription         | Fev 74       | Oct 74       | 76          | 78           | 1979         | 80           | 81           | 82           |
| ----------------------- | ------------ | ------------ | ----------- | ------------ | ------------ | ------------ | ------------ | ------------ |
| Argyll                  | Maccormick   | Maccormick   | Maccormick  | Maccormick   | Mackay       | Mackay       | Mackay       | Mackay       |
| Ayr                     | Younger      | Younger      | Younger     | Younger      | Younger      | Younger      | Younger      | Younger      |
| Ayrshire Central        | Lambie       | Lambie       | Lambie      | Lambie       | Lambie       | Lambie       | Lambie       | Lambie       |
| Ayrshire North and Bute | Corrie       | Corrie       | Corrie      | Corrie       | Corrie       | Corrie       | Corrie       | Corrie       |
| Ayrshire South          | Sillars      | Sillars      | →           | →            | Foulkes      | Foulkes      | Foulkes      | Foulkes      |
| Bothwell                | Hamilton     | Hamilton     | Hamilton    | Hamilton     | Hamilton     | Hamilton     | Hamilton     | Hamilton     |
| Coatbridge and Airdrie  | Dempsey      | Dempsey      | Dempsey     | Dempsey      | Dempsey      | Dempsey      | Dempsey      | Clarke       |
| Dunbartonshire Central  | McCartney    | McCartney    | McCartney   | McCartney    | McCartney    | McCartney    | McCartney    | McCartney    |
| Dunbartonshire East     | Henderson    | Bain         | Bain        | Bain         | Hogg         | Hogg         | Hogg         | Hogg         |
| Dunbartonshire West     | Campbell     | Campbell     | Campbell    | Campbell     | Campbell     | Campbell     | Campbell     | Campbell     |
| East Kilbride           | Miller       | Miller       | Miller      | Miller       | Miller       | Miller       | Miller       | Miller       |
| Glasgow Cathcart        | Taylor       | Taylor       | Taylor      | Taylor       | Maxton       | Maxton       | Maxton       | Maxton       |
| Glasgow Central         | McMillan     | McMillan     | McMillan    | McMillan     | McMillan     | McTaggart    | McTaggart    | McTaggart    |
| Glasgow Craigton        | Millan       | Millan       | Millan      | Millan       | Millan       | Millan       | Millan       | Millan       |
| Glasgow Garscadden      | Small        | Small        | Small       | Dewar        | Dewar        | Dewar        | Dewar        | Dewar        |
| Glasgow Govan           | Selby        | Selby        | Selby       | Selby        | McMahon      | McMahon      | McMahon      | McMahon      |
| Glasgow Hillhead        | Galbraith    | Galbraith    | Galbraith   | Galbraith    | Galbraith    | Galbraith    | Galbraith    | Jenkins      |
| Glasgow Kelvingrove     | Carmichael   | Carmichael   | Carmichael  | Carmichael   | Carmichael   | Carmichael   | Carmichael   | Carmichael   |
| Glasgow Maryhill        | Craigen      | Craigen      | Craigen     | Craigen      | Craigen      | Craigen      | Craigen      | Craigen      |
| Glasgow Pollok          | White        | White        | White       | White        | White        | White        | White        | White        |
| Glasgow Provan          | Brown        | Brown        | Brown       | Brown        | Brown        | Brown        | Brown        | Brown        |
| Glasgow Queen's Park    | F. McElhone  | F. McElhone  | F. McElhone | F. McElhone  | F. McElhone  | F. McElhone  | F. McElhone  | H. McElhone  |
| Glasgow Shettleston     | Galpern      | Galpern      | Galpern     | Galpern      | Marshall     | Marshall     | Marshall     | Marshall     |
| Glasgow Springburn      | Buchanan     | Buchanan     | Buchanan    | Buchanan     | Martin       | Martin       | Martin       | Martin       |
| Greenock & Port Glasgow | Mabon        | Mabon        | Mabon       | Mabon        | Mabon        | Mabon        | →            | →            |
| Hamilton                | Wilson       | Wilson       | Wilson      | G. Robertson | G. Robertson | G. Robertson | G. Robertson | G. Robertson |
| Kilmarnock              | Ross         | Ross         | Ross        | Ross         | McKelvey     | McKelvey     | McKelvey     | McKelvey     |
| Lanark                  | Hart         | Hart         | Hart        | Hart         | Hart         | Hart         | Hart         | Hart         |
| Lanarkshire North       | Smith        | Smith        | Smith       | Smith        | Smith        | Smith        | Smith        | Smith        |
| Motherwell & Wishaw     | Lawson       | Bray         | Bray        | Bray         | Bray         | Bray         | Bray         | Bray         |
| Paisley                 | J. Robertson | J. Robertson | →           | →            | Adams        | Adams        | Adams        | Adams        |
| Renfrewshire East       | Anderson     | Anderson     | Anderson    | Anderson     | Stewart      | Stewart      | Stewart      | Stewart      |
| Renfrewshire West       | Buchan       | Buchan       | Buchan      | Buchan       | Buchan       | Buchan       | Buchan       | Buchan       |
| Rutherglen              | Mackenzie    | Mackenzie    | Mackenzie   | Mackenzie    | Mackenzie    | Mackenzie    | Mackenzie    | Mackenzie    |
| Circonscription         | Fev 74       | Oct 74       | 76          | 78           | 1979         | 80           | 81           | 82           |

#### 1983 à 2005 (33 circonscriptions)
| Circonscription                                        | 1983         | 1987         | 88           | 89           | 90           | 1992         | 94           | 1997             | 97               | 98               | 99               | 00               | 2001             | 03               | 04               |
| ------------------------------------------------------ | ------------ | ------------ | ------------ | ------------ | ------------ | ------------ | ------------ | ---------------- | ---------------- | ---------------- | ---------------- | ---------------- | ---------------- | ---------------- | ---------------- |
| Argyll and Bute                                        | MacKay       | Michie       | →            | →            | →            | →            | →            | →                | →                | →                | →                | →                | A. Reid          | A. Reid          | A. Reid          |
| Ayr                                                    | Younger      | Younger      | Younger      | Younger      | Younger      | Gallie       | Gallie       | Osborne          | Osborne          | Osborne          | Osborne          | Osborne          | Osborne          | Osborne          | Osborne          |
| Carrick, Cumnock & Doon Valley                         | Foulkes      | Foulkes      | Foulkes      | Foulkes      | Foulkes      | Foulkes      | Foulkes      | Foulkes          | Foulkes          | Foulkes          | Foulkes          | Foulkes          | Foulkes          | Foulkes          | Foulkes          |
| Clydebank and Milngavie                                | McCartney    | Worthington  | Worthington  | Worthington  | Worthington  | Worthington  | Worthington  | Worthington      | Worthington      | Worthington      | Worthington      | Worthington      | Worthington      | Worthington      | Worthington      |
| Clydesdale                                             | Hart         | Hood         | Hood         | Hood         | Hood         | Hood         | Hood         | Hood             | Hood             | Hood             | Hood             | Hood             | Hood             | Hood             | Hood             |
| Cumbernauld and Kilsyth                                | Hogg         | Hogg         | Hogg         | Hogg         | Hogg         | Hogg         | Hogg         | McKenna          | McKenna          | McKenna          | McKenna          | McKenna          | McKenna          | McKenna          | McKenna          |
| Cunninghame North                                      | Corrie       | Wilson       | Wilson       | Wilson       | Wilson       | Wilson       | Wilson       | Wilson           | Wilson           | Wilson           | Wilson           | Wilson           | Wilson           | Wilson           | Wilson           |
| Cunninghame South                                      | Lambie       | Lambie       | Lambie       | Lambie       | Lambie       | Donohoe      | Donohoe      | Donohoe          | Donohoe          | Donohoe          | Donohoe          | Donohoe          | Donohoe          | Donohoe          | Donohoe          |
| Dumbarton                                              | Campbell     | McFall       | McFall       | McFall       | McFall       | McFall       | McFall       | McFall           | McFall           | McFall           | McFall           | McFall           | McFall           | McFall           | McFall           |
| East Kilbride                                          | Miller       | Ingram       | Ingram       | Ingram       | Ingram       | Ingram       | Ingram       | Ingram           | Ingram           | Ingram           | Ingram           | Ingram           | Ingram           | Ingram           | Ingram           |
| Eastwood                                               | Stewart      | Stewart      | Stewart      | Stewart      | Stewart      | Stewart      | Stewart      | Murphy[Lequel ?] | Murphy[Lequel ?] | Murphy[Lequel ?] | Murphy[Lequel ?] | Murphy[Lequel ?] | Murphy[Lequel ?] | Murphy[Lequel ?] | Murphy[Lequel ?] |
| Glasgow Cathcart                                       | Maxton       | Maxton       | Maxton       | Maxton       | Maxton       | Maxton       | Maxton       | Maxton           | Maxton           | Maxton           | Maxton           | Maxton           | Harris           | Harris           | Harris           |
| Glasgow Central                                        | McTaggart    | McTaggart    | McTaggart    | Watson       | Watson       | Watson       | Watson       | Aboli            | Aboli            | Aboli            | Aboli            | Aboli            | Aboli            | Aboli            | Aboli            |
| Glasgow Garscadden / Glasgow Anniesland (1997)         | Dewar        | Dewar        | Dewar        | Dewar        | Dewar        | Dewar        | Dewar        | Dewar            | Dewar            | Dewar            | Dewar            | J. Robertson     | J. Robertson     | J. Robertson     | J. Robertson     |
| Glasgow Govan                                          | Millan       | Millan       | Sillars      | Sillars      | Sillars      | Davidson     | Davidson     | M. Sarwar        | →                | →                | →                | →                | →                | →                | →                |
| Glasgow Hillhead / Glasgow Kelvin (1997)               | Jenkins      | Galloway     | Galloway     | Galloway     | Galloway     | Galloway     | Galloway     | Galloway         | Galloway         | Galloway         | Galloway         | Galloway         | Galloway         | →                | →                |
| Glasgow Maryhill                                       | Craigen      | Fyfe         | Fyfe         | Fyfe         | Fyfe         | Fyfe         | Fyfe         | Fyfe             | Fyfe             | Fyfe             | Fyfe             | Fyfe             | McKechin         | McKechin         | McKechin         |
| Glasgow Pollok                                         | White        | Dunnachie    | Dunnachie    | Dunnachie    | Dunnachie    | Dunnachie    | Dunnachie    | Davidson         | Davidson         | Davidson         | Davidson         | Davidson         | Davidson         | Davidson         | Davidson         |
| Glasgow Provan / Glasgow Baillieston (1997)            | H. Brown     | Wray         | Wray         | Wray         | Wray         | Wray         | Wray         | Wray             | Wray             | Wray             | Wray             | Wray             | Wray             | Wray             | Wray             |
| Glasgow Rutherglen                                     | Mackenzie    | McAvoy       | McAvoy       | McAvoy       | McAvoy       | McAvoy       | McAvoy       | McAvoy           | McAvoy           | McAvoy           | McAvoy           | McAvoy           | McAvoy           | McAvoy           | McAvoy           |
| Glasgow Shettleston                                    | Marshall     | Marshall     | Marshall     | Marshall     | Marshall     | Marshall     | Marshall     | Marshall         | Marshall         | Marshall         | Marshall         | Marshall         | Marshall         | Marshall         | Marshall         |
| Glasgow Springburn                                     | Martin       | Martin       | Martin       | Martin       | Martin       | Martin       | Martin       | Martin           | Martin           | Martin           | Martin           | →                | →                | →                | →                |
| Greenock & Port Glasgow / Greenock & Inverclyde (1997) | Godman       | Godman       | Godman       | Godman       | Godman       | Godman       | Godman       | Godman           | Godman           | Godman           | Godman           | Godman           | Cairns           | Cairns           | Cairns           |
| Hamilton / Hamilton South (1997)                       | G. Robertson | G. Robertson | G. Robertson | G. Robertson | G. Robertson | G. Robertson | G. Robertson | G. Robertson     | G. Robertson     | G. Robertson     | Tynan            | Tynan            | Tynan            | Tynan            | Tynan            |
| Kilmarnock and Loudoun                                 | McKelvey     | McKelvey     | McKelvey     | McKelvey     | McKelvey     | McKelvey     | McKelvey     | Browne           | Browne           | Browne           | Browne           | Browne           | Browne           | Browne           | Browne           |
| Monklands East / Airdrie and Shotts (1997)             | Smith        | Smith        | Smith        | Smith        | Smith        | Smith        | Liddell      | Liddell          | Liddell          | Liddell          | Liddell          | Liddell          | Liddell          | Liddell          | Liddell          |
| Monklands West / Coatbridge & Chryston (1997)          | Clarke       | Clarke       | Clarke       | Clarke       | Clarke       | Clarke       | Clarke       | Clarke           | Clarke           | Clarke           | Clarke           | Clarke           | Clarke           | Clarke           | Clarke           |
| Motherwell North / Hamilton North and Bellshill (1997) | Hamilton     | J. Reid      | J. Reid      | J. Reid      | J. Reid      | J. Reid      | J. Reid      | J. Reid          | J. Reid          | J. Reid          | J. Reid          | J. Reid          | J. Reid          | J. Reid          | J. Reid          |
| Motherwell South / Motherwell and Wishaw (1997)        | Bray         | Bray         | Bray         | Bray         | Bray         | Bray         | Bray         | Roy              | Roy              | Roy              | Roy              | Roy              | Roy              | Roy              | Roy              |
| Paisley North                                          | A. Adams     | A. Adams     | A. Adams     | A. Adams     | I. Adams     | I. Adams     | I. Adams     | I. Adams         | I. Adams         | I. Adams         | I. Adams         | I. Adams         | I. Adams         | I. Adams         | I. Adams         |
| Paisley South                                          | Buchan       | Buchan       | Buchan       | Buchan       | McMaster     | McMaster     | McMaster     | McMaster         | Alexander        | Alexander        | Alexander        | Alexander        | Alexander        | Alexander        | Alexander        |
| Renfrew West and Inverclyde / West Renfrewshire (1997) | McCurley     | Graham       | Graham       | Graham       | Graham       | Graham       | Graham       | Graham           | Graham           | →                | →                | →                | Sheridan         | Sheridan         | Sheridan         |
| Strathkelvin and Bearsden                              | Hirst        | Galbraith    | Galbraith    | Galbraith    | Galbraith    | Galbraith    | Galbraith    | Galbraith        | Galbraith        | Galbraith        | Galbraith        | Galbraith        | Lyons            | Lyons            | Lyons            |
| Circonscription                                        | 1983         | 1987         | 88           | 89           | 90           | 1992         | 94           | 1997             | 97               | 98               | 99               | 00               | 2001             | 03               | 04               |

#### 2005 à 2024 (25 circonscription)
- Conservateur
- Indépendant
- Travailliste
- Libéral Démocrate
- Scottish National Party
- Speaker

| Circonscription                           | 2005             | 08               | 09               | 2010             | 11               | 2015           | 15             | 2017           | 2019           | 20             | 21             | 22             | 23             |
| ----------------------------------------- | ---------------- | ---------------- | ---------------- | ---------------- | ---------------- | -------------- | -------------- | -------------- | -------------- | -------------- | -------------- | -------------- | -------------- |
| Airdrie and Shotts                        | J. Reid          | J. Reid          | J. Reid          | Nash             | Nash             | Gray           | Gray           | Gray           | Gray           | Gray           | Qaisar         | Qaisar         | Qaisar         |
| Argyll and Bute                           | A. Reid          | A. Reid          | A. Reid          | A. Reid          | A. Reid          | O'Hara         | O'Hara         | O'Hara         | O'Hara         | O'Hara         | O'Hara         | O'Hara         | O'Hara         |
| Ayr, Carrick and Cumnock                  | Osborne          | Osborne          | Osborne          | Osborne          | Osborne          | Wilson         | Wilson         | Grant          | Dorans         | Dorans         | Dorans         | Dorans         | Dorans         |
| Central Ayrshire                          | Donohoe          | Donohoe          | Donohoe          | Donohoe          | Donohoe          | Whitford       | Whitford       | Whitford       | Whitford       | Whitford       | Whitford       | Whitford       | Whitford       |
| Coatbridge, Chryston & Bellshill          | Clarke           | Clarke           | Clarke           | Clarke           | Clarke           | Boswell        | Boswell        | Gaffney        | Bonnar         | Bonnar         | Bonnar         | Bonnar         | Bonnar         |
| Cumbernauld, Kilsyth & Kirkintilloch East | McKenna          | McKenna          | McKenna          | McClymont        | McClymont        | S. C. McDonald | S. C. McDonald | S. C. McDonald | S. C. McDonald | S. C. McDonald | S. C. McDonald | S. C. McDonald | S. C. McDonald |
| East Dunbartonshire                       | Swinson          | Swinson          | Swinson          | Swinson          | Swinson          | Nicolson       | Nicolson       | Swinson        | Callaghan      | Callaghan      | Callaghan      | Callaghan      | Callaghan      |
| East Kilbride, Strathaven & Lesmahagow    | Ingram           | Ingram           | Ingram           | McCann           | McCann           | Cameron        | Cameron        | Cameron        | Cameron        | Cameron        | Cameron        | Cameron        | →              |
| East Renfrewshire                         | Murphy[Lequel ?] | Murphy[Lequel ?] | Murphy[Lequel ?] | Murphy[Lequel ?] | Murphy[Lequel ?] | Oswald         | Oswald         | Masterton      | Oswald         | Oswald         | Oswald         | Oswald         | Oswald         |
| Glasgow Central                           | M. Sarwar        | M. Sarwar        | M. Sarwar        | A. Sarwar        | A. Sarwar        | Thewliss       | Thewliss       | Thewliss       | Thewliss       | Thewliss       | Thewliss       | Thewliss       | Thewliss       |
| Glasgow East                              | Marshall         | Mason            | Mason            | Curran           | Curran           | McGarry        | →              | Linden         | Linden         | Linden         | Linden         | Linden         | Linden         |
| Glasgow North                             | McKechin         | McKechin         | McKechin         | McKechin         | McKechin         | Grady          | Grady          | Grady          | Grady          | Grady          | Grady          | →              | →              |
| Glasgow North East                        | Martin           | Martin           | Bain             | Bain             | Bain             | McLaughlin     | McLaughlin     | Sweeney        | McLaughlin     | McLaughlin     | McLaughlin     | McLaughlin     | McLaughlin     |
| Glasgow North West                        | J. Robertson     | J. Robertson     | J. Robertson     | J. Robertson     | J. Robertson     | Monaghan       | Monaghan       | Monaghan       | Monaghan       | Monaghan       | Monaghan       | Monaghan       | Monaghan       |
| Glasgow South                             | Harris           | Harris           | Harris           | Harris           | Harris           | S. M. McDonald | S. M. McDonald | S. M. McDonald | S. M. McDonald | S. M. McDonald | S. M. McDonald | S. M. McDonald | S. M. McDonald |
| Glasgow South West                        | Davidson         | Davidson         | Davidson         | Davidson         | Davidson         | Stephens       | Stephens       | Stephens       | Stephens       | Stephens       | Stephens       | Stephens       | Stephens       |
| Inverclyde                                | Cairns           | Cairns           | Cairns           | Cairns           | McKenzie         | Cowan          | Cowan          | Cowan          | Cowan          | Cowan          | Cowan          | Cowan          | Cowan          |
| Kilmarnock and Loudoun                    | Browne           | Browne           | Browne           | Jamieson         | Jamieson         | A. Brown       | A. Brown       | A. Brown       | A. Brown       | A. Brown       | A. Brown       | A. Brown       | A. Brown       |
| Lanark & Hamilton East                    | Hood             | Hood             | Hood             | Hood             | Hood             | Crawley        | Crawley        | Crawley        | Crawley        | Crawley        | Crawley        | Crawley        | Crawley        |
| Motherwell and Wishaw                     | Roy              | Roy              | Roy              | Roy              | Roy              | Fellows        | Fellows        | Fellows        | Fellows        | Fellows        | Fellows        | Fellows        | Fellows        |
| North Ayrshire and Arran                  | Clark            | Clark            | Clark            | Clark            | Clark            | Gibson         | Gibson         | Gibson         | Gibson         | Gibson         | Gibson         | Gibson         | Gibson         |
| Paisley and Renfrewshire North            | Sheridan         | Sheridan         | Sheridan         | Sheridan         | Sheridan         | Newlands       | Newlands       | Newlands       | Newlands       | Newlands       | Newlands       | Newlands       | Newlands       |
| Paisley and Renfrewshire South            | Alexander        | Alexander        | Alexander        | Alexander        | Alexander        | Black          | Black          | Black          | Black          | Black          | Black          | Black          | Black          |
| Rutherglen & Hamilton West                | McAvoy           | McAvoy           | McAvoy           | Greatrex         | Greatrex         | Ferrier        | Ferrier        | Killen         | Ferrier        | →              | →              | →              | Shanks         |
| West Dunbartonshire                       | McFall           | McFall           | McFall           | Doyle            | Doyle            | Docherty       | Docherty       | Docherty       | Docherty       | Docherty       | Docherty       | Docherty       | Docherty       |
| Circonscription                           | 2005             | 08               | 09               | 2010             | 11               | 2015           | 15             | 17             | 2019           | 20             | 21             | 22             | 23             |

#### 2024 à aujourd'hui (24 circonscriptions)
- Travailliste
- Libéral Démocrate
- Scottish National Party

| Circonscription                | 2024       |
| ------------------------------ | ---------- |
| Airdrie and Shotts             | Stevenson  |
| Argyll, Bute & South Lochaber  | O'Hara     |
| Ayr, Carrick & Cumnock         | Stewart    |
| Central Ayrshire               | Gemmell    |
| Coatbridge & Bellshill         | McNally    |
| Cumbernauld & Kirkintilloch    | K. Murray  |
| East Kilbride & Strathaven     | Reid       |
| East Renfrewshire              | McDougall  |
| Glasgow East                   | Grady      |
| Glasgow North                  | Rhodes     |
| Glasgow North East             | Burke      |
| Glasgow South                  | McKee      |
| Glasgow South West             | Ahmed      |
| Glasgow West                   | Ferguson   |
| Hamilton & Clyde Valley        | Walker     |
| Inverclyde & Renfrewshire West | McCluskey  |
| Kilmarnock and Loudoun         | Jones      |
| Mid Dunbartonshire             | S. Murray  |
| Motherwell, Wishaw & Carluke   | Nash       |
| North Ayrshire and Arran       | Campbell   |
| Paisley and Renfrewshire North | Taylor     |
| Paisley and Renfrewshire South | Baxter     |
| Rutherglen                     | Shanks     |
| West Dunbartonshire            | McAllister |

### Lothian
Avant 1974, comprenant les comtés de Linlithgowshire, Edinburghshire et Haddingtonshire.
Après 1996, comprenant les autorités unitaires de City of Edinburgh, West Lothian, East Lothian et Midlothian.

#### 1708 à 1832
- Linlithgowshire
- Linlithgow Burghs
- Edinburghshire
- Edinburgh
- Haddingtonshire
- Haddington Burghs

#### 1832 à 1885
| Circonscription   | 1832         | 1835         | 1837         | 1841         | 1847         | 1852         | 1857         | 1859         | 1865         | 1868         | 1874         | 1880         |
| ----------------- | ------------ | ------------ | ------------ | ------------ | ------------ | ------------ | ------------ | ------------ | ------------ | ------------ | ------------ | ------------ |
| Linlithgowshire   | Indépendant  | Indépendant  | Indépendant  | Indépendant  | Indépendant  | Indépendant  | Indépendant  | Indépendant  | Libéral      | Libéral      | Libéral      | Libéral      |
| Edinburgh         | Whig         | Whig         | Whig         | Whig         | Whig         | Whig         | Whig         | Libéral      | Libéral      | Libéral      | Libéral      | Libéral      |
| Edinburgh         | Whig         | Whig         | Whig         | Whig         | Radical      | Radical      | Whig         | Libéral      | Libéral      | Libéral      | Libéral      | Libéral      |
| Leith Burghs      | Whig         | Whig         | Whig         | Whig         | Whig         | Whig         | Whig         | Libéral      | Libéral      | Libéral      | Libéral      | Libéral      |
| Midlothian        | Whig         | Conservateur | Whig         | Conservateur | Conservateur | Conservateur | Conservateur | Conservateur | Conservateur | Libéral      | Conservateur | Libéral      |
| Haddington Burghs | Whig         | Whig         | Whig         | Conservateur | Conservateur | Conservateur | Conservateur | Conservateur | Conservateur | Conservateur | Conservateur | Libéral      |
| Haddingtonshire   | Conservateur | Whig         | Conservateur | Conservateur | Conservateur | Conservateur | Conservateur | Conservateur | Conservateur | Conservateur | Conservateur | Conservateur |

#### 1885 à 1918
- Conservateur
- Libéral indépendant
- Libéral
- Libéral Unioniste

| Circonscription   | 1885      | 86        | 1886      | 86        | 88        | 1892      | 93        | 95        | 1895              | 99                | 1900     | 1906     | 09       | Jan 1910 | 10       | Dec 1910 | 11         | 12         | 13         | 14         | 17         |
| ----------------- | --------- | --------- | --------- | --------- | --------- | --------- | --------- | --------- | ----------------- | ----------------- | -------- | -------- | -------- | -------- | -------- | -------- | ---------- | ---------- | ---------- | ---------- | ---------- |
| Linlithgowshire   | McLagan   | McLagan   | McLagan   | McLagan   | McLagan   | McLagan   | Hope      | Hope      | Ure               | Ure               | Ure      | Ure      | Ure      | Ure      | Ure      | Ure      | Ure        | Ure        | Pratt      | Pratt      | Pratt      |
| Edinburgh Central | Wilson    | Wilson    | McEwan    | McEwan    | McEwan    | McEwan    | McEwan    | McEwan    | McEwan            | McEwan            | Brown    | Price    | Price    | Price    | Price    | Price    | Price      | Price      | Price      | Price      | Price      |
| Edinburgh East    | Goschen   | →         | Wallace   | Wallace   | Wallace   | Wallace   | Wallace   | Wallace   | Wallace           | McCrae            | McCrae   | McCrae   | Gibson   | Gibson   | Gibson   | Gibson   | Gibson     | Hogge      | Hogge      | Hogge      | Hogge      |
| Edinburgh South   | Harrison  | Childers  | Childers  | Childers  | Childers  | Paul      | Paul      | Paul      | Cox               | Dewar             | Agnew    | Dewar    | Dewar    | Dewar    | Lyell    | Lyell    | Lyell      | Lyell      | Lyell      | Lyell      | Parrott    |
| Edinburgh West    | Buchanan  | →         | →         | →         | →         | Palmer    | Palmer    | McIver    | McIver            | McIver            | McIver   | McIver   | Clyde    | Clyde    | Clyde    | Clyde    | Clyde      | →          | →          | →          | →          |
| Leith Burghs      | Jacks     | →         | Gladstone | Ferguson  | Ferguson  | Ferguson  | Ferguson  | Ferguson  | Ferguson          | Ferguson          | Ferguson | Ferguson | Ferguson | Ferguson | Ferguson | Ferguson | Ferguson   | Ferguson   | Ferguson   | Currie     | Currie     |
| Midlothian        | Gladstone | Gladstone | Gladstone | Gladstone | Gladstone | Gladstone | Gladstone | Gladstone | Gibson-Carmichael | Gibson-Carmichael | Murray   | Primrose | Primrose | Murray   | Murray   | Murray   | Murray     | J. A. Hope | J. A. Hope | J. A. Hope | J. A. Hope |
| Haddingtonshire   | Haldane   | Haldane   | Haldane   | Haldane   | Haldane   | Haldane   | Haldane   | Haldane   | Haldane           | Haldane           | Haldane  | Haldane  | Haldane  | Haldane  | Haldane  | Haldane  | J. D. Hope | J. D. Hope | J. D. Hope | J. D. Hope | J. D. Hope |

#### 1918 à 1950
- Conservateur
- Travailliste
- Libéral
- National Libéral (1931-68)

| Circonscription              | 1918    | 20      | 1922      | 1923      | 1924      | 27        | 28        | 29        | 1929     | 31       | 1931     | 35       | 1935             | 41               | 43               | 1945             | 45        | 47        |
| ---------------------------- | ------- | ------- | --------- | --------- | --------- | --------- | --------- | --------- | -------- | -------- | -------- | -------- | ---------------- | ---------------- | ---------------- | ---------------- | --------- | --------- |
| Edinburgh South              | Murray  | Murray  | Chapman   | Chapman   | Chapman   | Chapman   | Chapman   | Chapman   | Chapman  | Chapman  | Chapman  | Chapman  | Chapman          | Chapman          | Chapman          | Darling          | Darling   | Darling   |
| Midlothian and Peebles North | Hope    | Hope    | Hutchison | Clarke    | Hutchison | Hutchison | Hutchison | Clarke    | Colville | Colville | Colville | Colville | Colville         | Colville         | Murray           | Hope             | Hope      | Hope      |
| Edinburgh West               | Jameson | Jameson | Phillipps | Phillipps | MacIntyre | MacIntyre | MacIntyre | MacIntyre | Mathers  | Mathers  | Normand  | Cooper   | Cooper           | Hutchison        | Hutchison        | Hutchison        | Hutchison | Hutchison |
| Edinburgh North              | Clyde   | Ford    | Ford      | Raffan    | Ford      | Ford      | Ford      | Ford      | Ford     | Ford     | Ford     | Ford     | Erskine-Hill     | Erskine-Hill     | Erskine-Hill     | Willis           | Willis    | Willis    |
| Edinburgh Central            | Graham  | Graham  | Graham    | Graham    | Graham    | Graham    | Graham    | Graham    | Graham   | Graham   | Guy      | Guy      | Guy              | Watt             | Watt             | Gilzean          | Gilzean   | Gilzean   |
| Leith                        | Benn    | Benn    | Benn      | Benn      | Benn      | Brown     | Brown     | Brown     | Brown    | →        | →        | →        | →                | →                | →                | Hoy              | Hoy       | Hoy       |
| Peebles and South Midlothian | Maclean | Maclean | Westwood  | Westwood  | Westwood  | Westwood  | Westwood  | Westwood  | Westwood | Westwood | Ramsay   | Ramsay   | Ramsay           | Ramsay           | Ramsay           | Pryde            | Pryde     | Pryde     |
| Linlithgow                   | Kidd    | Kidd    | Shinwell  | Shinwell  | Kidd      | Kidd      | Shinwell  | Shinwell  | Shinwell | Shinwell | Baillie  | Baillie  | Mathers          | Mathers          | Mathers          | Mathers          | Mathers   | Mathers   |
| Edinburgh East               | Hogge   | Hogge   | Hogge     | Hogge     | Shiels    | Shiels    | Shiels    | Shiels    | Shiels   | Shiels   | Mason    | Mason    | Pethick-Lawrence | Pethick-Lawrence | Pethick-Lawrence | Pethick-Lawrence | Thomson   | Wheatley  |

#### 1950 à 1983
- Conservateur
- Travailliste

| Circonscription                         | 1950      | 1951      | 54        | 55        | 1955      | 57        | 1959      | 60        | 62        | 1964      | 1966      | 1970      | 73        | Fev 1974  | Oct 1974         | 1979             |
| --------------------------------------- | --------- | --------- | --------- | --------- | --------- | --------- | --------- | --------- | --------- | --------- | --------- | --------- | --------- | --------- | ---------------- | ---------------- |
| Edinburgh South                         | Darling   | Darling   | Darling   | Darling   | Darling   | Hutchison | Hutchison | Hutchison | Hutchison | Hutchison | Hutchison | Hutchison | Hutchison | Hutchison | Hutchison        | Ancram           |
| Edinburgh Pentlands                     | Hope      | Hope      | Hope      | Hope      | Hope      | Hope      | Hope      | Hope      | Hope      | Wylie     | Wylie     | Wylie     | Wylie     | Rifkind   | Rifkind          | Rifkind          |
| Edinburgh West                          | Hutchison | Hutchison | Hutchison | Hutchison | Hutchison | Hutchison | Stodart   | Stodart   | Stodart   | Stodart   | Stodart   | Stodart   | Stodart   | Stodart   | Douglas-Hamilton | Douglas-Hamilton |
| Edinburgh North                         | Clyde     | Clyde     | Clyde     | Milligan  | Milligan  | Milligan  | Milligan  | Scott     | Scott     | Scott     | Scott     | Scott     | Fletcher  | Fletcher  | Fletcher         | Fletcher         |
| Edinburgh Central                       | Gilzean   | Oswald    | Oswald    | Oswald    | Oswald    | Oswald    | Oswald    | Oswald    | Oswald    | Oswald    | Oswald    | Oswald    | Oswald    | Cook      | Cook             | Cook             |
| Edinburgh Leith                         | Hoy       | Hoy       | Hoy       | Hoy       | Hoy       | Hoy       | Hoy       | Hoy       | Hoy       | Hoy       | Hoy       | Murray    | Murray    | Murray    | Murray           | Brown            |
| Midlothian & Peebles / Midlothian ('55) | Pryde     | Pryde     | Pryde     | Pryde     | Pryde     | Pryde     | Hill      | Hill      | Hill      | Hill      | Eadie     | Eadie     | Eadie     | Eadie     | Eadie            | Eadie            |
| West Lothian                            | Mathers   | Taylor    | Taylor    | Taylor    | Taylor    | Taylor    | Taylor    | Taylor    | Dalyell   | Dalyell   | Dalyell   | Dalyell   | Dalyell   | Dalyell   | Dalyell          | Dalyell          |
| Edinburgh East                          | Wheatley  | Wheatley  | Willis    | Willis    | Willis    | Willis    | Willis    | Willis    | Willis    | Willis    | Willis    | Strang    | Strang    | Strang    | Strang           | Strang           |

#### 1983 à 2005
- Conservateur
- Travailliste
- Libéral Démocrate

| Circonscription                                    | 1983             | 1987             | 1992             | 1997      | 2001       |
| -------------------------------------------------- | ---------------- | ---------------- | ---------------- | --------- | ---------- |
| East Lothian                                       | Robertson        | Robertson        | Robertson        | Robertson | Picking    |
| Edinburgh Central                                  | Fletcher         | Darling          | Darling          | Darling   | Darling    |
| Edinburgh East / Edinburgh E & Musselburgh (1997)  | Strang           | Strang           | Strang           | Strang    | Strang     |
| Edinburgh Leith / Edinburgh North and Leith (1997) | Brown            | Brown            | Chisholm         | Chisholm  | Lazarowicz |
| Edinburgh Pentlands                                | Rifkind          | Rifkind          | Rifkind          | Clark     | Clark      |
| Edinburgh South                                    | Ancram           | Griffiths        | Griffiths        | Griffiths | Griffiths  |
| Edinburgh West                                     | Douglas-Hamilton | Douglas-Hamilton | Douglas-Hamilton | Gorrie    | Barrett    |
| Linlithgow                                         | Dalyell          | Dalyell          | Dalyell          | Dalyell   | Dalyell    |
| Livingston                                         | Cook             | Cook             | Cook             | Cook      | Cook       |
| Midlothian                                         | Eadie            | Eadie            | Clarke           | Clarke    | Hamilton   |

#### 2005 à aujourd'hui
- Alba
- Indépendant
- Travailliste
- Libéral Démocrate
- Scottish National Party

| Circonscription                                       | 2005       | 05         | 2010       | 2015      | 15        | 2017      | 2019      | 21        | 2024      |
| ----------------------------------------------------- | ---------- | ---------- | ---------- | --------- | --------- | --------- | --------- | --------- | --------- |
| East Lothian                                          | Picking    | Picking    | O'Donnell  | Kerevan   | Kerevan   | Whitfield | MacAskill | →         | Alexander |
| Edinburgh East / Edinburgh E & Musselburgh (2024)     | Strang     | Strang     | Gilmore    | Sheppard  | Sheppard  | Sheppard  | Sheppard  | Sheppard  | C. Murray |
| Edinburgh North and Leith                             | Lazarowicz | Lazarowicz | Lazarowicz | Brock     | Brock     | Brock     | Brock     | Brock     | Gilbert   |
| Edinburgh South                                       | Griffiths  | Griffiths  | I. Murray  | I. Murray | I. Murray | I. Murray | I. Murray | I. Murray | I. Murray |
| Edinburgh South West                                  | Darling    | Darling    | Darling    | Cherry    | Cherry    | Cherry    | Cherry    | Cherry    | Arthur    |
| Edinburgh West                                        | Barrett    | Barrett    | Crockart   | Thomson   | →         | Jardine   | Jardine   | Jardine   | Jardine   |
| Linlithgow & E Falkirk / Bathgate & Linlithgow (2024) | Connarty   | Connarty   | Connarty   | Day       | Day       | Day       | Day       | Day       | Sullivan  |
| Livingston                                            | Cook       | Devine     | Morrice    | Bardell   | Bardell   | Bardell   | Bardell   | Bardell   | Poynton   |
| Midlothian                                            | Hamilton   | Hamilton   | Hamilton   | Thompson  | Thompson  | Rowley    | Thompson  | Thompson  | McNeill   |

### Dumfries and Galloway and Borders
Avant 1974, comprenant les comtés de Dumfriesshire, Kirkcudbrightshire, Wigtownshire, Peeblesshire, Selkirkshire, Roxburghshire et Berwickshire.
Après 1996, comprenant les autorités unitaires de Dumfries and Galloway et des Scottish Borders.

#### 1708 à 1832
- Dumfriesshire
- Dumfries Burghs
- Wigtownshire
- Wigtown Burghs
- Kirkcudbrightshire
- Peebleshire
- Selkirkshire
- Roxburghshire
- Berwickshire

#### 1832 à 1885
| Circonscription                           | 1832         | 1835         | 1837         | 1841         | 1847         | 1852         | 1857         | 1859         | 1865         | 1868         | 1874         | 1880         |
| ----------------------------------------- | ------------ | ------------ | ------------ | ------------ | ------------ | ------------ | ------------ | ------------ | ------------ | ------------ | ------------ | ------------ |
| Dumfries Burghs                           | Whig         | Whig         | Whig         | Whig         | Whig         | Whig         | Whig         | Libéral      | Libéral      | Libéral      | Libéral      | Libéral      |
| Dumfriesshire                             | Conservateur | Conservateur | Conservateur | Conservateur | Conservateur | Conservateur | Conservateur | Conservateur | Conservateur | Libéral      | Conservateur | Liberal      |
| Wigtown Burghs                            | Whig         | Whig         | Whig         | Whig         | Whig         | Whig         | Whig         | Libéral      | Libéral      | Libéral      | Conservateur | Libéral      |
| Wigtownshire                              | Whig         | Whig         | Conservateur | Whig         | Whig         | Whig         | Whig         | Libéral      | Libéral      | Conservateur | Conservateur | Conservateur |
| Kirkcudbright Stewartry                   | Whig         | Indépendant  | Indépendant  | Indépendant  | Whig         | Indépendant  | Indépendant  | Indépendant  | Indépendant  | Indépendant  | Indépendant  | Indépendant  |
| Peeblesshire / Peebles and Selkirk (1868) | Conservateur | Indépendant  | Indépendant  | Indépendant  | Indépendant  | Indépendant  | Indépendant  | Indépendant  | Indépendant  | Indépendant  | Indépendant  | Libéral      |
| Selkirkshire                              | Whig         | Conservateur | Conservateur | Conservateur | Conservateur | Conservateur | Conservateur | Conservateur | Conservateur |              |              |              |
| Hawick Burghs                             |              |              |              |              |              |              |              |              |              | Libéral      | Libéral      | Libéral      |
| Roxburghshire                             | Whig         | Indépendant  | Indépendant  | Indépendant  | Indépendant  | Indépendant  | Indépendant  | Indépendant  | Indépendant  | Indépendant  | Indépendant  | Libéral      |
| Berwickshire                              | Whig         | Indépendant  | Indépendant  | Indépendant  | Conservateur | Conservateur | Conservateur | Libéral      | Libéral      | Libéral      | Conservateur | Libéral      |

#### 1885 à 1918
- Conservateur
- Libéral
- Libéral Unioniste

| Circonscription             | 1885              | 86                | 1886              | 1892              | 94                | 1895                  | 1900                  | 1906         | 09           | Jan 1910          | Dec 1910     | 15           |
| --------------------------- | ----------------- | ----------------- | ----------------- | ----------------- | ----------------- | --------------------- | --------------------- | ------------ | ------------ | ----------------- | ------------ | ------------ |
| Berwickshire                | Marjoribanks      | Marjoribanks      | Marjoribanks      | Marjoribanks      | Tennant           | Tennant               | Tennant               | Tennant      | Tennant      | Tennant           | Tennant      | Tennant      |
| Dumfries Burghs             | Noel              | Noel              | Reid              | Reid              | Reid              | Reid                  | Reid                  | Gulland      | Gulland      | Gulland           | Gulland      | Gulland      |
| Dumfriesshire               | Jardine           | →                 | →                 | Maxwell           | Maxwell           | Souttar               | Maxwell               | Molteno      | Molteno      | Molteno           | Molteno      | Molteno      |
| Hawick Burghs               | Trevelyan         | →                 | Brown             | Shaw              | Shaw              | Shaw                  | Shaw                  | Shaw         | Barran       | Barran            | Barran       | Barran       |
| Kirkcudbright Stewartry     | McTaggart-Stewart | McTaggart-Stewart | McTaggart-Stewart | McTaggart-Stewart | McTaggart-Stewart | McTaggart-Stewart     | McTaggart-Stewart     | McMicking    | McMicking    | McTaggart-Stewart | McMicking    | McMicking    |
| Peeblesshire & Selkirkshire | Tennant           | Tennant           | Thorburn          | Thorburn          | Thorburn          | Thorburn              | Thorburn              | Murray       | Murray       | Younger           | Maclean      | Maclean      |
| Roxburghshire               | Elliot            | →                 | →                 | Napier            | Napier            | Montagu-Douglas-Scott | Montagu-Douglas-Scott | Jardine      | Jardine      | Jardine           | Jardine      | Jardine      |
| Wigtownshire                | Maxwell           | Maxwell           | Maxwell           | Maxwell           | Maxwell           | Maxwell               | Maxwell               | J. Dalrymple | J. Dalrymple | J. Dalrymple      | J. Dalrymple | H. Dalrymple |

#### 1918 à 1950
- Coalition Libéral (1918-22) / National Libéral (1922-23)
- Conservateur
- Independent Conservative
- Travailliste
- Libéral
- National Libéral (1931-68)
- New Party

| Circonscription      | 1918      | 1922      | 1923                  | 1924                  | 25                    | 1929                  | 31                    | 1931                  | 31                    | 35                    | 1935                  | 1945                  | 48                    |
| -------------------- | --------- | --------- | --------------------- | --------------------- | --------------------- | --------------------- | --------------------- | --------------------- | --------------------- | --------------------- | --------------------- | --------------------- | --------------------- |
| Berwick & Haddington | Hope      | Waring    | Spence                | Crookshank            | Crookshank            | Sinkinson             | Sinkinson             | McEwen                | McEwen                | McEwen                | McEwen                | Robertson             | Robertson             |
| Dumfriesshire        | Murray    | Chapple   | Chapple               | Charteris             | Charteris             | Hunter                | Hunter                | Hunter                | →                     | Fildes                | Fildes                | Macpherson            | Macpherson            |
| Galloway             | McMicking | Dudgeon   | Dudgeon               | Henniker-Hughan       | Streatfeild           | Dudgeon               | →                     | Mackie                | Mackie                | Mackie                | Mackie                | →                     | →                     |
| Roxburgh & Selkirk   | Munro     | Henderson | Montagu Douglas Scott | Montagu Douglas Scott | Montagu Douglas Scott | Montagu Douglas Scott | Montagu Douglas Scott | Montagu Douglas Scott | Montagu Douglas Scott | Montagu Douglas Scott | Montagu Douglas Scott | Montagu Douglas Scott | Montagu Douglas Scott |

#### 1950 à 1983
- Conservateur
- Travailliste
- Libéral
- National Libéral (1931-68)
- Scottish National Party

| Circonscription                             | 1950       | 1951            | 55              | 59              | 59              | 63              | 1964            | 65              | 1966       | 1970       | Fev 74 | Oct 74     | 78        | 1979      |
| ------------------------------------------- | ---------- | --------------- | --------------- | --------------- | --------------- | --------------- | --------------- | --------------- | ---------- | ---------- | ------ | ---------- | --------- | --------- |
| Berwick & East Lothian                      | Robertson  | Anstruther-Gray | Anstruther-Gray | Anstruther-Gray | Anstruther-Gray | Anstruther-Gray | Anstruther-Gray | Anstruther-Gray | Mackintosh | Mackintosh | Ancram | Mackintosh | Robertson | Robertson |
| Dumfries                                    | Macpherson | Macpherson      | Macpherson      | Macpherson      | Macpherson      | Anderson        | Monro           | Monro           | Monro      | Monro      | Monro  | Monro      | Monro     | Monro     |
| Galloway                                    | Mackie     | Mackie          | Mackie          | Brewis          | Brewis          | Brewis          | Brewis          | Brewis          | Brewis     | Brewis     | Brewis | Thompson   | Thompson  | Lang      |
| Roxburgh & Selkirk / R., S. & Peebles ('55) | Macdonald  | Donaldson       | Donaldson       | Donaldson       | Donaldson       | Donaldson       | Donaldson       | Steel           | Steel      | Steel      | Steel  | Steel      | Steel     | Steel     |

#### 1983 à aujourd'hui
- Conservateur
- Travailliste
- Libéral
- Libéral Démocrates
- Scottish National Party

| Circonscription                                             | 1983     | 1987     | 88    | 1992  | 1997   | 2001   | 2005    | 2010    | 2015    | 2017    | 2019    | 2024    |
| ----------------------------------------------------------- | -------- | -------- | ----- | ----- | ------ | ------ | ------- | ------- | ------- | ------- | ------- | ------- |
| Dumfriesshire / D'shire, Clydesdale & Tweeddale (2005)      | Monro    | Monro    | Monro | Monro | Brown  | Brown  | Mundell | Mundell | Mundell | Mundell | Mundell | Mundell |
| Galloway & Upper Nithsdale / Dumfries & Galloway (2005)     | Lang     | Lang     | Lang  | Lang  | Morgan | Duncan | Brown   | Brown   | Arkless | Jack    | Jack    | Cooper  |
| Roxburgh & Berwickshire / B'shire, Roxburgh & Selkirk ('05) | Kirkwood | Kirkwood | →     | →     | →      | →      | Moore   | Moore   | Kerr    | Lamont  | Lamont  | Lamont  |
| Tweeddale, Ettrick and Lauderdale                           | Steel    | Steel    | →     | →     | Moore  | Moore  |         |         |         |         |         |         |

### Non géographique

#### 1832 à 1885
| Circonscription                       | 1832 | 1835 | 1837 | 1841 | 1847 | 1852 | 1857 | 1859 | 1865 | 1868      | 1869     | 1874     | 1874     | 1876     | 1880     |
| ------------------------------------- | ---- | ---- | ---- | ---- | ---- | ---- | ---- | ---- | ---- | --------- | -------- | -------- | -------- | -------- | -------- |
| Edinburgh and St Andrews Universities |      |      |      |      |      |      |      |      |      | Playfair  | Playfair | Playfair | Playfair | Playfair | Playfair |
| Glasgow and Aberdeen Universities     |      |      |      |      |      |      |      |      |      | Moncreiff | Gordon   | Gordon   | Gordon   | Watson   | Campbell |

#### 1885 à 1918
| Circonscription                       | 1885      | 1986      | 1886      | 1888              | 1890     | 1892     | 1895     | 1896      | 1900     | 1900     | 1906  | 1910   | 1910   | 1912  | 1916     | 1917   |
| ------------------------------------- | --------- | --------- | --------- | ----------------- | -------- | -------- | -------- | --------- | -------- | -------- | ----- | ------ | ------ | ----- | -------- | ------ |
| Edinburgh and St Andrews Universities | Macdonald | Macdonald | Macdonald | Stormonth-Darling | Pearson  | Pearson  | Pearson  | Priestley | Tuke     | Tuke     | Tuke  | Finlay | Finlay | →     | Johnston | Cheyne |
| Glasgow and Aberdeen Universities     | Campbell  | Campbell  | Campbell  | Campbell          | Campbell | Campbell | Campbell | Campbell  | Campbell | Campbell | Craik | Craik  | Craik  | Craik | Craik    | Craik  |

#### 1918 à 1950
| Circonscription                | 1918   | 1922  | 1923  | 1924  | 1927   | 1929   | 1931    | 1934     | 1935    | 1935             | 1936     | 1938     | 1945     | 1945     | 1946     |
| ------------------------------ | ------ | ----- | ----- | ----- | ------ | ------ | ------- | -------- | ------- | ---------------- | -------- | -------- | -------- | -------- | -------- |
| Combined Scottish Universities | Cheyne | Berry | Berry | Berry | Berry  | Berry  | Skelton | Skelton  | Skelton | Ramsay MacDonald | Anderson | Anderson | Anderson | Anderson | Anderson |
| Combined Scottish Universities | Cowan  | →     | →     | →     | →      | →      | →       | Morrison | →       | →                | →        | →        | →        | Boyd-Orr | Elliot   |
| Combined Scottish Universities | Craik  | →     | →     | →     | Buchan | Buchan | Buchan  | Buchan   | Kerr    | Kerr             | Kerr     | Kerr     | Kerr     | Kerr     | Kerr     |

## Sources
- British Historical Facts 1760-1830 by Chris Cook and John Stevenson
- British Parliamentary Election Results 1832-1983, (5 volumes) edited by F.W.S. Craig